# Tour de Francia
El Tour de Francia (oficialmente Tour de France), también conocido simplemente como el Tour, es una vuelta por etapas profesional de ciclismo en ruta disputada a lo largo del territorio francés —aunque suele transcurrir parcialmente por los países vecinos—. Tradicionalmente se celebra en julio y pertenece al calendario UCI WorldTour, máxima categoría de las carreras profesionales. 
Considerada la carrera ciclista más importante del mundo, el Tour se disputó por primera vez en 1903. Desde su creación, la carrera se ha visto interrumpida en dos ocasiones debido a las dos guerras mundiales: desde 1915 hasta 1918 y desde 1940 hasta 1946.
Es la más antigua de las conocidas tres "Grandes Vueltas" del ciclismo, junto al Giro de Italia y la Vuelta a España.
Hay cuatro ciclistas que poseen el récord de victorias en La Grande Boucle, con cinco triunfos cada uno: Jacques Anquetil (1957, 1961, 1962, 1963 y 1964), Eddy Merckx  (1969, 1970, 1971, 1972 y 1974), Bernard Hinault (1978, 1979, 1981, 1982 y 1985) y Miguel Induráin (1991, 1992, 1993, 1994 y 1995).
La prueba fue galardonada con el Premio Príncipe de Asturias de los Deportes en el año 2003.
Existió un Tour de Francia femenino que comenzó en 1955 (desde 1984 disputándose con regularidad) hasta 2009, siendo de las pocas carreras femeninas con una duración superior a una semana junto al Giro de Italia Femenino y el Tour de l'Aude Femenino (este también ya desaparecido), aunque durante sus últimos 15 años sin relación con la de hombres. En 2022 se retomó la carrera con victoria de la corredora neerlandesa Annemiek van Vleuten.

## Historia

### Inicios

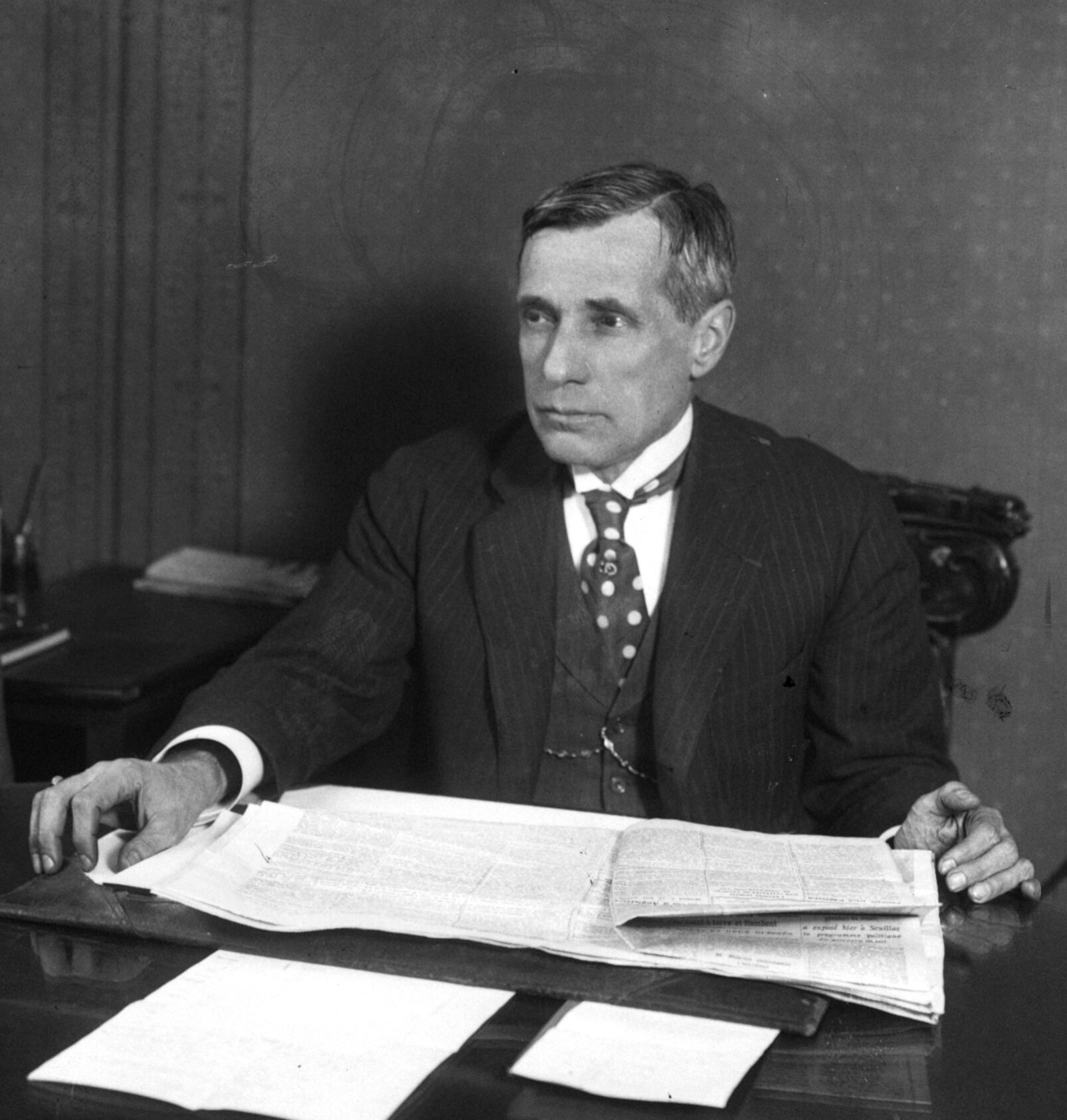
Henri Desgrange, fundador y director del Tour de Francia entre 1903 y 1939

El Tour de Francia de 1903 fue la primera competición ciclista por etapas de la historia. Anteriormente se habían realizado competiciones que cubrían enormes distancias, como el recorrido París-Brest-París de 1200 km en 1891 o Burdeos-París de 576 km también en 1891. Sin embargo, fue el periodista francés Géo Lefèvre quién desarrolló la idea de crear una competición por etapas que transcurriera por parte del territorio francés. Lefèvre propuso al director del periódico deportivo L'Auto, Henri Desgrange, crear una competición ciclista para promocionar el diario. Así, el 1 de julio de 1903 el primer Tour de Francia comenzó en Montgeron, cerca de París, donde tomaron la salida 60 ciclistas que cubrieron la etapa inaugural de 467 km hasta Lyon. El recorrido constaba de seis etapas con un total de 2428 km. El francés Maurice Garin fue el vencedor del primer Tour de la historia, completando la prueba a una velocidad de 25 km/h. Recibió un premio de 6075 francos.
Las siguientes ediciones del Tour de Francia estuvieron marcadas por una serie de escándalos que culminaron en la exclusión de los cuatro primeros de la clasificación general del Tour de Francia 1904, en parte como resultado del uso no autorizado de la vía férrea. El período anterior a la Primera Guerra Mundial se ve en retrospectiva como una época heroica, ya que en ese momento se cubrieron regularmente distancias diarias de 400 kilómetros. Desde la perspectiva actual, parece asombroso si se tiene en cuenta el modesto equipo técnico de aquella época y la mala calidad de las carreteras, que solían ser de adoquines. Posteriormente entraron en escena las etapas de montaña. Así, en 1905 se produjo la primera subida al Ballon d'Alsace en los Vosgos. Más tarde, en 1910, se ascendió por primera vez el Tourmalet, en los Pirineos y en 1911 se iniciaron los ascensos a los Alpes. De esta época destacan ciclistas como el belga Philippe Thys, quien fue el primero en lograr tres victorias en el Tour. Lamentablemente su carrera, como la de muchos ciclistas profesionales en Europa, se vio interrumpida por el estallido de la Primera Guerra Mundial en 1914, que provocó la suspensión de la competición durante cuatro ediciones. Después de la guerra, el Tour regresó en 1919 con la novedad del maillot amarillo para distinguir al líder de la carrera, en honor del color de las páginas del periódico L'Auto. El ciclista francés Eugène Christophe fue el primer corredor que lució la prenda, mientras que el belga Firmin Lambot, como vencedor del Tour de 1919, fue el primero en ganarla.
Originalmente, el Tour de Francia se disputaba de manera individual, y estaba prohibido el trabajo en equipo. Los ciclistas podían optar por contar con patrocinador o no. En 1930 se legalizaron los equipos nacionales.
El número de etapas se incrementó gradualmente a once (1905), quince (1910), dieciocho (1925) y, finalmente, a veinticuatro etapas (1931). La longitud total del Tour continuó aumentando hasta los 5500 kilómetros. Ya en las primeras ediciones el Tour pasó por otros países vecinos de Francia. Así, desde 1905 se empezaron a disputar etapas en Alemania, y en 1906 transcurrió por primera vez por España e Italia. Con el tiempo, se fueron incluyendo etapas de manera regular en todos los vecinos actuales de Francia como Suiza (primera vez en 1913), Bélgica (desde 1947), Luxemburgo (1947), Mónaco (1952) y Andorra (1964). También se han disputado etapas en países no fronterizos con Francia tales como los Países Bajos, Gran Bretaña e Irlanda. En 1933 se introdujo la distinción al mejor escalador y se otorgaron bonificaciones a los ciclistas que alcanzasen los puertos en primer lugar.
En 1936 Jacques Goddet sustituyó a Desgrange en la dirección del Tour de Francia, cargo que ocuparía hasta 1987. Goddet siempre fue favorable a las innovaciones técnicas en las competiciones e introdujo la clasificación por puntos, así como el prólogo al principio de la carrera.
El italiano Gino Bartali ganó con autoridad la edición de 1938, la última antes de la Segunda Guerra Mundial. En la reanudación de 1948 repitió triunfo el veterano escalador de la Toscana y apareció en escena su compatriota Fausto Coppi, Il Campionissimo, quien ganó en 1949 y 1952 siendo un precursor de las técnicas de trabajo en equipo, el entrenamiento y la dieta del ciclista de carretera. Hubo victorias intercaladas de los suizos Ferdi Kübler y Hugo Koblet en 1950 y 51. Tres serían las victorias consecutivas del gran campeón galo Louison Bobet entre el 53 y el 55 como antesala a la época dorada del primer quíntuple campeón de la Ronda Francesa, Jacques Anquetil.

### Segunda mitad delsigloXX
En el año 1957 se produce el primer reportaje televisivo en directo y al año siguiente, comienzan a transmitirse fragmentos de etapa. En ese mismo año, el joven francés Jacques Anquetil, de 23 años, logra su primer Tour con una gran superioridad. Anquetil fue el primer ciclista que ganó cinco veces el Tour y que lo ganó cuatro veces consecutivas al imponerse entre 1961 y 1964, gracias a su habilidad como contrarrelojista y a su progresiva adaptación a la montaña. Uno de los grandes rivales de Anquetil fue Federico Martín Bahamontes, que destacaba por ser un gran especialista en montaña, consiguiendo el Tour en 1959 y siendo el primer español en ganarlo. Durante la década de los sesenta destacan también ciclistas como el italiano Felice Gimondi, ganador del Tour de 1965, o el francés Raymond Poulidor, apodado el eterno segundón.
En 1962 se abandonó la composición de los equipos por países y se adoptó definitivamente por equipos profesionales patrocinados por empresas. Se volvieron a prohibir los equipos patrocinados en 1967 y 1968, reestableciéndose los equipos nacionales, para luego legalizarse definitivamente en 1969.
Más adelante, irrumpe en escena el considerado para muchos como el mejor ciclista de la historia, el belga Eddy Merckx, quien en su primera aparición en el Tour de 1969 consigue la victoria. Merckx iniciaría un espectacular dominio de la ronda gala proclamándose también vencedor en las ediciones de 1970, 1971, 1972 y 1974, igualando así los logros de Jaques Anquetil. Eddy Mercx aún posee el récord de triunfos de etapa del Tour con un total de 34 victorias y fue apodado El Caníbal debido a su insaciable sed de victorias. El reinado de Merckx solo se vio interrumpido por la victoria del español Luis Ocaña en la edición de 1973, en la que el belga no participó.

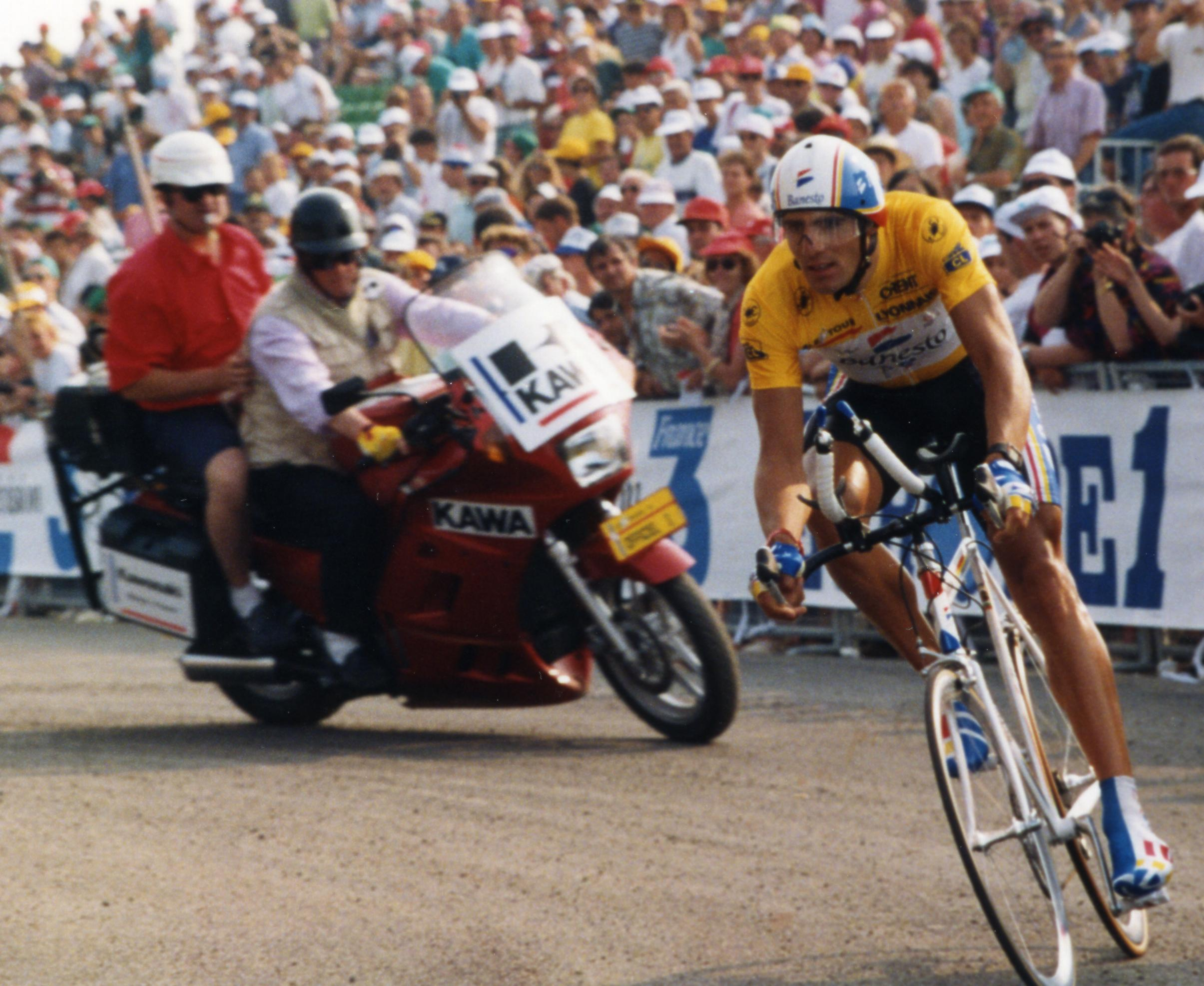
Miguel Induráin durante una contrarreloj en el Tour de Francia 1993

Tras la era de Merckx y las victorias de Bernard Thevenet y Lucien Van Impe se iniciaría el dominio del mítico Bernard Hinault quien igualaría las cinco victorias de Anquetil y Merckx, dominando desde finales de los setenta hasta mediados de los ochenta. De la época de Hinault destacan ciclistas como el neerlandés Joop Zoetemelk, vencedor en 1980 y segundo en otras seis ocasiones, o el francés Laurent Fignon ganador de las ediciones de 1983 y 1984. En 1986 Greg LeMond se convirtió en el primer ciclista no europeo en proclamarse vencedor del Tour, quien repetiría victoria en 1989 y 1990. De finales de los ochenta destacan también las victorias del irlandés Stephen Roche en 1987 y del español Pedro Delgado en 1988. En la década de los ochenta se da la masiva participación en el Tour de ciclistas procedentes de todo el mundo, especialmente de América, destacando a los colombianos como notables escaladores, particularmente Luis Herrera y Fabio Enrique Parra.
En 1991 se inicia el dominio del español Miguel Induráin, quien fue el único ciclista en lograr cinco victorias consecutivas al vencer de 1991 hasta 1995. El gran dominio de Induráin dejó a la sombra a otros grandes ciclistas de la década de los noventa como Tony Rominger, Claudio Chiappucci, Gianni Bugno o Richard Virenque, entre otros.
En 1996 el danés Bjarne Riis ganó el Tour de Francia, terminando con la era de Miguel Induráin. Sin embargo, Riis confesó años más tarde haberse dopado con EPO en el período 1993-1998 aunque oficialmente no se le ha retirado el Tour. En 1997 el joven alemán Jan Ullrich se hizo con la victoria en el Tour. Ullrich, que había sido segundo en 1996, destacaba como contrarrelojista y se defendía bien en todos los terrenos, lo que le permitió lograr una gran victoria, sacando más de nueve minutos al segundo clasificado. En 1998 se esperaba que Ullrich repitiera victoria, sin embargo, el escalador Marco Pantani le sacó más de ocho minutos en una etapa de montaña en la que se pasaba el Col du Galibier y se llegaba a meta en la cima de Les Deux Alpes y se puso el maillot amarillo. Pantani mantuvo dicho maillot hasta el final del Tour, pese a los intentos de Ullrich de quitárselo, que de nuevo volvía a ser el segundo clasificado. Además en este año salto a la luz el Caso Festina, en el que se vieron implicados corredores de gran importancia como Richard Virenque y Alex Zülle.

### SigloXXI
Desde 1999 a 2005 el ganador fue el estadounidense Lance Armstrong. Sin embargo, el 23 de agosto de 2012 la Agencia Antidopaje estadounidense (USADA) decidió retirarle sus siete títulos del Tour de Francia por dopaje, además de suspenderlo de por vida. La decisión de desposeer al estadounidense de sus victorias fue ratificada posteriormente por la Unión Ciclista Internacional (UCI), que decidió además declarar desierto el título correspondiente a esas ediciones, ya que los ciclistas que habían quedado segundos en esas ediciones, Jan Ullrich (3 veces), Alex Zülle, Joseba Beloki, Andreas Klöden e Ivan Basso, también estuvieron implicados en casos de dopaje.
En enero de 2013 Lance Armstrong, después de sufrir una gran presión por sus excompañeros, confesó y admitió en una esperada entrevista con Oprah Winfrey, que los siete Tours ganados entre los años 1999 a 2005 fueron fruto del dopaje, dejando frases que pasarían a la posteridad como: «Todo se ha tratado de una gran mentira que resultó bastante perfecta durante mucho tiempo», «Sí, me dopé; el cuento de hadas no era cierto» o «Hijo, no me defiendas más, lo siento». Una vez hecha la confesión de Armstrong, la UCI aceptó la demanda puesta por la USADA y anuló todas sus victorias.
En 2006 el ganador fue Óscar Pereiro, tras la descalificación del estadounidense Floyd Landis, antiguo gregario de Armstrong. En 2007 Alberto Contador se impuso en un Tour claramente marcado por el dopaje, que dejó fuera a Alexandre Vinokourov y a su equipo, el Astana. También se vio forzado a retirarse el danés Michael Rasmussen, cuando faltaban cuatro etapas para el final del Tour y siendo líder de la clasificación general.
El Tour de 2008 estuvo marcado por la ausencia del equipo Astana, donde figuraba el entonces vigente ganador. La organización castigó de esta forma el positivo del kazajo Alexandre Vinokourov de la anterior edición. A pesar de esta ausencia, otro español, Carlos Sastre, se adjudicó una victoria forjada en la montaña, especialmente con un ataque en Alpe d'Huez que le sirvió para sacar más de dos minutos a Cadel Evans, segundo clasificado.
A estas tres victorias españolas hay que sumarle una segunda lograda por Alberto Contador en el Tour 2009, junto al equipo Astana. Tour marcado por la supremacía del español en las etapas de montaña, como el Arcalis y Verbier, y la mostrada en la contrarreloj de Annecy (victoria en las dos últimas), por la vuelta a la carretera de Lance Armstrong a sus 38 años y por la tensión vivida en el equipo Astana entre los dos líderes. Y posteriormente la de 2010, con la que el corredor nacido en Pinto conseguía su tercer Tour. Tras una apretada contrarreloj final se impondría por tan solo 39 segundos a su inmediato rival, Andy Schleck. De todos modos, Contador dio positivo por 50 picogramos de clembuterol. El de Pinto arguyó que el positivo se debía a una ingesta de carne contaminada y le fue permitido seguir compitiendo hasta que se juzgase su caso. En ese periodo de tiempo ganó el Giro de Italia 2011 y corrió el Tour de Francia 2011 en el que fue quinto. Finalmente el corredor fue desposeído de su Tour de 2010, que pasaría a las manos de Andy Schleck.
En el Tour de Francia 2011, Cadel Evans se adjudicó la victoria tras una contrarreloj final, superando a Andy Schleck en Grenoble. En 2012 el ganador fue el británico Bradley Wiggins en un Tour en el que su compañero de equipo, gregario y compatriota Chris Froome fue segundo. Fue la primera vez que un ciclista del Reino Unido se proclamaba campeón. Al año siguiente, fue Froome el vencedor.
En la prueba de 2014, ciclistas como Chris Froome y Alberto Contador se caerían y se retirarían debido a la dura climatología de los primeros días del Tour. Ante esto, solo quedaría un favorito, Vincenzo Nibali que ganaría la prueba con mucha superioridad ante sus rivales más inmediatos, Thibaut Pinot y Jean-Christophe Péraud. Gracias a su victoria en el Tour Nibali se convertiría en el sexto ciclista en ganar las tres Grandes Vueltas obteniendo la Triple Corona del Ciclismo, al ganar la Vuelta de 2010, el Giro de 2013 y el Tour de 2014.
Para las ediciones de los años 2015, 2016 y 2017 habría un claro dominador: Chris Froome, quien vencería a rivales como Nairo Quintana, Romain Bardet y Rigoberto Urán, y logró un total de 4 Tours. En la edición 2018, el vencedor sería el galés Geraint Thomas, quien vencería al neerlandés Tom Dumoulin.
El recorrido del Tour de Francia 2019 comenzó el 6 de julio en Bruselas, habiendo sido presentado el jueves 25 de octubre de 2018 en París, con la presencia de Eddy Merckx, Bernard Hinault y Miguel Induráin, ganadores de cinco ediciones cada uno, realizándose un acto protocolario en conmemoración del emblemático maillot amarillo, que cumplía 100 años. Esta edición fue ganada por primera vez en la historia por un latinoamericano, el colombiano Egan Bernal, quien se coronó en París acompañado en el podio por su compañero de equipo Geraint Thomas y por el neerlandés Steven Kruijswijk. El francés Julian Alaphilippe se mantuvo durante catorce días con la camiseta de líder, hasta que sucumbió en las etapas disputadas en los Alpes franceses.
La edición de 2020, marcada por la pandemia de COVID-19, finalizó el 20 de septiembre, y vio la irrupción del joven corredor esloveno Tadej Pogačar, que logró arrebatar el maillot amarillo a su compatriota Primož Roglič en la penúltima etapa, una vibrante crontrarreloj de 36 km con final en alto disputada entre Lure y La Planche des Belles Filles, en la que batió al hasta entonces líder por casi 2 minutos de diferencia, enjugando el minuto de desventaja que tenía en la salida. Otra imagen destacable fue la victoria en solitario de dos ciclistas del Equipo Ineos, el polaco Michał Kwiatkowski y el ecuatoriano Richard Carapaz, que entraron en la meta cogidos de las manos en alto, rememorando la victoria compartida protagonizada por Greg Lemond y Bernard Hinault en Alpe d'Huez en 1986.
En 2021, la prueba volvió a disputarse en el mes de julio, y se recuperó el público junto a las carreteras. Pogačar enlazó su segundo triunfo consecutivo con gran superioridad sobre sus rivales, aventajando al danés Jonas Vingegaard en 5m20s y al ecuatoriano Richard Carapaz en 7m03s, que le acompañaron en el podio de París. El ciclista esloveno ganó dos etapas de montaña y una contrarreloj, y además se adjudicó el premio al mejor escalador y el maillot blanco de mejor joven. Otro corredor destacado fue el esprínter británico Mark Cavendish, que con cuatro triunfos de etapa igualó el récord de 34 victorias parciales en poder de Eddy Merckx. La carrera estuvo marcada en la primera semana por las numerosas caídas, que acabaron con las opciones de algunos favoritos.
Al año siguiente, la edición del Tour de Francia 2022 comenzó en Dinamarca, y durante las primeras diez etapas parecía que Pogačar se adjudicaría de nuevo con gran superioridad el que podría haber sido su tercer Tour consecutivo. Sin embargo, en la etapa 11, finalizada en la cima alpina del Col du Granon, el danés Jonas Vingegaard logró arrebatarle el maillot amarillo al esloveno Pogačar, aventajándole en más de dos minutos en la general. El resto de la prueba hasta París se convirtió en un duelo mano a mano entre ambos ciclistas, con episodios como el protagonizado en la etapa 18 durante el espectacular descenso del Col pirenaico de Spandelles, en el que el danés estuvo a punto de caerse y el esloveno llegó a caerse, aunque ambos se esperaron deportivamente. Finalmente, Jonas Vingegaard se adjudicó su primer Tour de Francia, completando el podio Tadej Pogačar en el segundo lugar y el británico Geraint Thomas en el tercero. A destacar también la actuación del ciclista belga Wout van Aert, que se adjudicó dos etapas y el maillot verde de la clasificación por puntos.
La edición del Tour de Francia 2023 partió de España, y contempló un nuevo mano a mano entre Pogačar y Vingegaard, quien finalmente se adjudicó su segunda victoria en la ronda francesa tras acabar con las opciones del esloveno en la contrarreloj de la etapa 16 (donde obtuvo una ventaja de 1m 38s) y en la ascensión del día siguiente al Col de la Loze (cuando la diferencia ascendió a otros 5 minutos en la meta situada en el Altipuerto de Courchevel, tras un desfallecimiento de su rival). Pello Bilbao, Ion Izagirre y Carlos Rodríguez se adjudicaron una etapa cada uno, tras cinco años sin victoria alguna de los ciclistas españoles.
En 2024 la carrera comenzó en la ciudad italiana de Florencia y finalizó en Niza (ciudad que sustituyó como final de la prueba a París, inmersa en la celebración de sus juegos olímpicos). En esta ocasión, Pogačar (vencedor en seis etapas), se impuso con claridad al danés Vingegaard (posiblemente mermado por una grave caída que sufrió unos meses antes en la Vuelta al País Vasco). El podio lo completó el belga Evenepoel. Por su parte, el veterano esprínter británico Mark Cavendish alcanzó en esta edición las 35 victorias de etapa, superando el récord que compartía con Eddy Merckx.

### Salidas y llegadas[23]
| 1903      | París                                               | París                                               |                                                     |                                                     |
| 1904      | París                                               | París                                               |                                                     |                                                     |
| 1905      | París                                               | París                                               |                                                     |                                                     |
| 1906      | París                                               | París                                               |                                                     |                                                     |
| 1907      | París                                               | París                                               |                                                     |                                                     |
| 1908      | París                                               | París                                               |                                                     |                                                     |
| 1909      | París                                               | París                                               |                                                     |                                                     |
| 1910      | París                                               | París                                               |                                                     |                                                     |
| 1911      | París                                               | París                                               |                                                     |                                                     |
| 1912      | París                                               | París                                               |                                                     |                                                     |
| 1913      | París                                               | París                                               |                                                     |                                                     |
| 1914      | París                                               | París                                               |                                                     |                                                     |
| 1915-1918 | Ediciones suspendidas por la Primera Guerra Mundial | Ediciones suspendidas por la Primera Guerra Mundial | Ediciones suspendidas por la Primera Guerra Mundial | Ediciones suspendidas por la Primera Guerra Mundial |
| 1919      | París                                               | París                                               |                                                     |                                                     |
| 1920      | París                                               | París                                               |                                                     |                                                     |
| 1921      | París                                               | París                                               |                                                     |                                                     |
| 1922      | París                                               | París                                               |                                                     |                                                     |
| 1923      | París                                               | París                                               |                                                     |                                                     |
| 1924      | París                                               | París                                               |                                                     |                                                     |
| 1925      | París                                               | París                                               |                                                     |                                                     |
| 1926      | Évian-les-Bains                                     | París                                               |                                                     |                                                     |
| 1927      | París                                               | París                                               |                                                     |                                                     |
| 1928      | París                                               | París                                               |                                                     |                                                     |
| 1929      | París                                               | París                                               |                                                     |                                                     |
| 1930      | París                                               | París                                               |                                                     |                                                     |
| 1931      | París                                               | París                                               |                                                     |                                                     |
| 1932      | París                                               | París                                               |                                                     |                                                     |
| 1933      | París                                               | París                                               |                                                     |                                                     |
| 1934      | París                                               | París                                               |                                                     |                                                     |
| 1935      | París                                               | París                                               |                                                     |                                                     |
| 1936      | París                                               | París                                               |                                                     |                                                     |
| 1937      | París                                               | París                                               |                                                     |                                                     |
| 1938      | París                                               | París                                               |                                                     |                                                     |
| 1939      | París                                               | París                                               |                                                     |                                                     |
| 1940-1946 | Ediciones suspendidas por la Segunda Guerra Mundial | Ediciones suspendidas por la Segunda Guerra Mundial | Ediciones suspendidas por la Segunda Guerra Mundial | Ediciones suspendidas por la Segunda Guerra Mundial |
| 1947      | París                                               | París                                               |                                                     |                                                     |
| 1948      | París                                               | París                                               |                                                     |                                                     |
| 1949      | París                                               | París                                               |                                                     |                                                     |
| 1950      | París                                               | París                                               |                                                     |                                                     |
| 1951      | Metz                                                | París                                               |                                                     |                                                     |
| 1952      | Brest                                               | París                                               |                                                     |                                                     |
| 1953      | Estrasburgo                                         | París                                               |                                                     |                                                     |
| 1954      | Ámsterdam                                           | París                                               |                                                     |                                                     |
| 1955      | Le Havre                                            | París                                               |                                                     |                                                     |
| 1956      | Reims                                               | París                                               |                                                     |                                                     |
| 1957      | Nantes                                              | París                                               |                                                     |                                                     |
| 1958      | Bruselas                                            | París                                               |                                                     |                                                     |
| 1959      | Mulhouse                                            | París                                               |                                                     |                                                     |
| 1960      | Lille                                               | París                                               |                                                     |                                                     |
| 1961      | Ruan                                                | París                                               |                                                     |                                                     |
| 1962      | Nancy                                               | París                                               |                                                     |                                                     |
| 1963      | París                                               | París                                               |                                                     |                                                     |
| 1964      | Rennes                                              | París                                               |                                                     |                                                     |
| 1965      | Colonia                                             | París                                               |                                                     |                                                     |
| 1966      | Nancy                                               | París                                               |                                                     |                                                     |
| 1967      | Angers                                              | París                                               |                                                     |                                                     |
| 1968      | Vittel                                              | París                                               |                                                     |                                                     |
| 1969      | Roubaix                                             | París                                               |                                                     |                                                     |
| 1970      | Limoges                                             | París                                               |                                                     |                                                     |
| 1971      | Mulhouse                                            | París                                               |                                                     |                                                     |
| 1972      | Angers                                              | París                                               |                                                     |                                                     |
| 1973      | Scheveningen (La Haya)                              | París                                               |                                                     |                                                     |
| 1974      | Brest                                               | París                                               |                                                     |                                                     |
| 1975      | Charleroi                                           | París                                               |                                                     |                                                     |
| 1976      | Merlin-Plage (Saint-Hilaire-de-Riez)                | París                                               |                                                     |                                                     |
| 1977      | Fleurance                                           | París                                               |                                                     |                                                     |
| 1978      | Leiden                                              | París                                               |                                                     |                                                     |
| 1979      | Fleurance                                           | París                                               |                                                     |                                                     |
| 1980      | Fráncfort                                           | París                                               |                                                     |                                                     |
| 1981      | Niza                                                | París                                               |                                                     |                                                     |
| 1982      | Basilea                                             | París                                               |                                                     |                                                     |
| 1983      | Fontenay-sous-Bois                                  | París                                               |                                                     |                                                     |
| 1984      | Montreuil                                           | París                                               |                                                     |                                                     |
| 1985      | Plumelec                                            | París                                               |                                                     |                                                     |
| 1986      | Boulogne-Billancourt                                | París                                               |                                                     |                                                     |
| 1987      | Berlín                                              | París                                               |                                                     |                                                     |
| 1988      | La Baule                                            | París                                               |                                                     |                                                     |
| 1989      | Luxemburgo                                          | París                                               |                                                     |                                                     |
| 1990      | Futuroscope (Poitiers)                              | París                                               |                                                     |                                                     |
| 1991      | Lyon                                                | París                                               |                                                     |                                                     |
| 1992      | San Sebastián                                       | París                                               |                                                     |                                                     |
| 1993      | Puy du Fou (Les Epesses)                            | París                                               |                                                     |                                                     |
| 1994      | Lille                                               | París                                               |                                                     |                                                     |
| 1995      | Saint-Brieuc                                        | París                                               |                                                     |                                                     |
| 1996      | Bolduque                                            | París                                               |                                                     |                                                     |
| 1997      | Ruan                                                | París                                               |                                                     |                                                     |
| 1998      | Dublin                                              | París                                               |                                                     |                                                     |
| 1999      | Puy du Fou (Les Epesses)                            | París                                               |                                                     |                                                     |
| 2000      | Futuroscope (Poitiers)                              | París                                               |                                                     |                                                     |
| 2001      | Dunquerque                                          | París                                               |                                                     |                                                     |
| 2002      | Luxemburgo                                          | París                                               |                                                     |                                                     |
| 2003      | París                                               | París                                               |                                                     |                                                     |
| 2004      | Lieja                                               | París                                               |                                                     |                                                     |
| 2005      | Fromentine                                          | París                                               |                                                     |                                                     |
| 2006      | Estrasburgo                                         | París                                               |                                                     |                                                     |
| 2007      | Londres                                             | París                                               |                                                     |                                                     |
| 2008      | Brest                                               | París                                               |                                                     |                                                     |
| 2009      | Mónaco                                              | París                                               |                                                     |                                                     |
| 2010      | Róterdam                                            | París                                               |                                                     |                                                     |
| 2011      | Passage du Gois                                     | París                                               |                                                     |                                                     |
| 2012      | Lieja                                               | París                                               |                                                     |                                                     |
| 2013      | Porto Vecchio                                       | París                                               |                                                     |                                                     |
| 2014      | Leeds                                               | París                                               |                                                     |                                                     |
| 2015      | Utrecht                                             | París                                               |                                                     |                                                     |
| 2016      | Mont-Saint-Michel                                   | París                                               |                                                     |                                                     |
| 2017      | Düsseldorf                                          | París                                               |                                                     |                                                     |
| 2018      | Noirmoutier-en-l'Île                                | París                                               |                                                     |                                                     |
| 2019      | Bruselas                                            | París                                               |                                                     |                                                     |
| 2020      | Niza                                                | París                                               |                                                     |                                                     |
| 2021      | Brest                                               | París                                               |                                                     |                                                     |
| 2022      | Copenhague                                          | París                                               |                                                     |                                                     |
| 2023      | Bilbao                                              | París                                               |                                                     |                                                     |
| 2024      | Florencia                                           | Niza                                                |                                                     |                                                     |
| 2025      | Lille                                               | París                                               |                                                     |                                                     |
| 2026      | Barcelona                                           | -                                                   |                                                     |                                                     |

## Maillots de líder
Durante cada etapa, los líderes de las clasificaciones deben portar una camiseta (maillot) que los distinga del resto de los corredores.
- Maillot amarillo

El maillot amarillo (maillot jaune en francés), fue instaurado en 1919 y es el más importante de todos ya que identifica al líder de la clasificación general individual. Ningún equipo participante del Tour puede tener un maillot similar, o donde predomine el color amarillo.
- Maillot verde

El maillot verde se utilizó por primera vez en 1953 y es el que identifica al líder de la clasificación por puntos.
- Maillot de puntos rojos

Otorgado a partir de 1975, este maillot es el que distingue al líder de la clasificación de la montaña.
- Maillot blanco

Creado en 1975, el maillot blanco identifica al ciclista menor de 26 años mejor ubicado en la clasificación general, en la denominada clasificación de los jóvenes.
El ciclista más combativo tiene derecho a llevar en la etapa siguiente un dorsal con los números blancos sobre fondo rojo y los integrantes del equipo que marcha primero llevan el dorsal con números negros sobre fondo amarillo. Tras la última etapa, un jurado otorga el Premio de la combatividad del Tour de Francia, que reconoce al corredor más destacable en esta faceta durante cada edición.

## Palmarés
| Año                                                           | Ganador                    | Segundo                    | Tercero                    |
| ------------------------------------------------------------- | -------------------------- | -------------------------- | -------------------------- |
| 1903                                                          | Maurice Garin              | Lucien Pothier             | Fernand Augereau           |
| 1904                                                          | Henri Cornet               | Jean-Baptiste Dortignacq   | Aloïs Catteau              |
| 1905                                                          | Louis Trousselier          | Hippolyte Aucouturier      | Jean-Baptiste Dortignacq   |
| 1906                                                          | René Pottier               | Georges Passerieu          | Louis Trousselier          |
| 1907                                                          | Lucien Petit-Breton        | Gustave Garrigou           | Emile Georget              |
| 1908                                                          | Lucien Petit-Breton        | François Faber             | Georges Passerieu          |
| 1909                                                          | François Faber             | Gustave Garrigou           | Jean Alavoine              |
| 1910                                                          | Octave Lapize              | François Faber             | Gustave Garrigou           |
| 1911                                                          | Gustave Garrigou           | Paul Duboc                 | Emile Georget              |
| 1912                                                          | Odile Defraye              | Eugène Christophe          | Gustave Garrigou           |
| 1913                                                          | Philippe Thys              | Gustave Garrigou           | Marcel Buysse              |
| 1914                                                          | Philippe Thys              | Henri Pélissier            | Jean Alavoine              |
| 1915-1918 ediciones suspendidas por la Primera Guerra Mundial |                            |                            |                            |
| 1919                                                          | Firmin Lambot              | Jean Alavoine              | Eugène Christophe          |
| 1920                                                          | Philippe Thys              | Hector Heusghem            | Firmin Lambot              |
| 1921                                                          | Léon Scieur                | Hector Heusghem            | Honoré Barthélémy          |
| 1922                                                          | Firmin Lambot              | Jean Alavoine              | Felix Sellier              |
| 1923                                                          | Henri Pélissier            | Ottavio Bottecchia         | Romain Bellenger           |
| 1924                                                          | Ottavio Bottecchia         | Nicolas Frantz             | Lucien Buysse              |
| 1925                                                          | Ottavio Bottecchia         | Lucien Buysse              | Bartolomeo Aymo            |
| 1926                                                          | Lucien Buysse              | Nicolas Frantz             | Bartolomeo Aymo            |
| 1927                                                          | Nicolas Frantz             | Maurice De Waele           | Julien Vervaecke           |
| 1928                                                          | Nicolas Frantz             | André Leducq               | Maurice De Waele           |
| 1929                                                          | Maurice De Waele           | Giuseppe Pancera           | Jef Demuysere              |
| 1930                                                          | André Leducq               | Learco Guerra              | Antonin Magne              |
| 1931                                                          | Antonin Magne              | Jef Demuysere              | Antonio Pesenti            |
| 1932                                                          | André Leducq               | Kurt Stöpel                | Francesco Camusso          |
| 1933                                                          | Georges Speicher           | Learco Guerra              | Giuseppe Martano           |
| 1934                                                          | Antonin Magne              | Giuseppe Martano           | Roger Lapébie              |
| 1935                                                          | Romain Maes                | Ambrogio Morelli           | Félicien Vervaecke         |
| 1936                                                          | Sylvère Maes               | Antonin Magne              | Félicien Vervaecke         |
| 1937                                                          | Roger Lapébie              | Mario Vicini               | Leo Amberg                 |
| 1938                                                          | Gino Bartali               | Félicien Vervaecke         | Victor Cosson              |
| 1939                                                          | Sylvère Maes               | René Vietto                | Lucien Vlaemynck           |
| 1940-1946 ediciones suspendidas por la Segunda Guerra Mundial |                            |                            |                            |
| 1947                                                          | Jean Robic                 | Édouard Fachleitner        | Pierre Brambilla           |
| 1948                                                          | Gino Bartali               | Albéric Schotte            | Guy Lapébie                |
| 1949                                                          | Fausto Coppi               | Gino Bartali               | Jacques Marinelli          |
| 1950                                                          | Ferdinand Kübler           | Stan Ockers                | Louison Bobet              |
| 1951                                                          | Hugo Koblet                | Raphaël Géminiani          | Lucien Lazarides           |
| 1952                                                          | Fausto Coppi               | Stan Ockers                | Bernardo Ruiz              |
| 1953                                                          | Louison Bobet              | Jean Malléjac              | Giancarlo Astrua           |
| 1954                                                          | Louison Bobet              | Ferdinand Kübler           | Fritz Schär                |
| 1955                                                          | Louison Bobet              | Jean Brankart              | Charly Gaul                |
| 1956                                                          | Roger Walkowiak            | Gilbert Bauvin             | Jan Adriaensens            |
| 1957                                                          | Jacques Anquetil           | Marcel Janssens            | Adolf Christian            |
| 1958                                                          | Charly Gaul                | Vito Favero                | Raphaël Géminiani          |
| 1959                                                          | Federico Martín Bahamontes | Henri Anglade              | Jacques Anquetil           |
| 1960                                                          | Gastone Nencini            | Graziano Battistini        | Jan Adriaensens            |
| 1961                                                          | Jacques Anquetil           | Guido Carlesi              | Charly Gaul                |
| 1962                                                          | Jacques Anquetil           | Jef Planckaert             | Raymond Poulidor           |
| 1963                                                          | Jacques Anquetil           | Federico Martín Bahamontes | José Pérez Francés         |
| 1964                                                          | Jacques Anquetil           | Raymond Poulidor           | Federico Martín Bahamontes |
| 1965                                                          | Felice Gimondi             | Raymond Poulidor           | Gianni Motta               |
| 1966                                                          | Lucien Aimar               | Jan Janssen                | Raymond Poulidor           |
| 1967                                                          | Roger Pingeon              | Julio Jiménez Muñoz        | Franco Balmamion           |
| 1968                                                          | Jan Janssen                | Herman Van Springel        | Ferdinand Bracke           |
| 1969                                                          | Eddy Merckx                | Roger Pingeon              | Raymond Poulidor           |
| 1970                                                          | Eddy Merckx                | Joop Zoetemelk             | Gösta Pettersson           |
| 1971                                                          | Eddy Merckx                | Joop Zoetemelk             | Lucien van Impe            |
| 1972                                                          | Eddy Merckx                | Felice Gimondi             | Raymond Poulidor           |
| 1973                                                          | Luis Ocaña                 | Bernard Thévenet           | José Manuel Fuente         |
| 1974                                                          | Eddy Merckx                | Raymond Poulidor           | Vicente López Carril       |
| 1975                                                          | Bernard Thévenet           | Eddy Merckx                | Lucien van Impe            |
| 1976                                                          | Lucien van Impe            | Joop Zoetemelk             | Raymond Poulidor           |
| 1977                                                          | Bernard Thévenet           | Hennie Kuiper              | Lucien van Impe            |
| 1978                                                          | Bernard Hinault            | Joop Zoetemelk             | Joaquim Agostinho          |
| 1979                                                          | Bernard Hinault            | Joop Zoetemelk             | Joaquim Agostinho          |
| 1980                                                          | Joop Zoetemelk             | Hennie Kuiper              | Raymond Martin             |
| 1981                                                          | Bernard Hinault            | Lucien van Impe            | Robert Alban               |
| 1982                                                          | Bernard Hinault            | Joop Zoetemelk             | Johan van der Velde        |
| 1983                                                          | Laurent Fignon             | Ángel Arroyo               | Peter Winnen               |
| 1984                                                          | Laurent Fignon             | Bernard Hinault            | Greg LeMond                |
| 1985                                                          | Bernard Hinault            | Greg LeMond                | Stephen Roche              |
| 1986                                                          | Greg LeMond                | Bernard Hinault            | Urs Zimmermann             |
| 1987                                                          | Stephen Roche              | Pedro Delgado              | Jean-François Bernard      |
| 1988                                                          | Pedro Delgado              | Steven Rooks               | Fabio Parra                |
| 1989                                                          | Greg LeMond                | Laurent Fignon             | Pedro Delgado              |
| 1990                                                          | Greg LeMond                | Claudio Chiappucci         | Erik Breukink              |
| 1991                                                          | Miguel Induráin            | Gianni Bugno               | Claudio Chiappucci         |
| 1992                                                          | Miguel Induráin            | Claudio Chiappucci         | Gianni Bugno               |
| 1993                                                          | Miguel Induráin            | Tony Rominger              | Zenon Jaskuła              |
| 1994                                                          | Miguel Induráin            | Piotr Ugriúmov             | Marco Pantani              |
| 1995                                                          | Miguel Induráin            | Alex Zülle                 | Bjarne Riis                |
| 1996                                                          | Bjarne Riis                | Jan Ullrich                | Richard Virenque           |
| 1997                                                          | Jan Ullrich                | Richard Virenque           | Marco Pantani              |
| 1998                                                          | Marco Pantani              | Jan Ullrich                | Bobby Julich               |
| 1999                                                          | no otorgado                | Alex Zülle                 | Fernando Escartín          |
| 2000                                                          | no otorgado                | Jan Ullrich                | Joseba Beloki              |
| 2001                                                          | no otorgado                | Jan Ullrich                | Joseba Beloki              |
| 2002                                                          | no otorgado                | Joseba Beloki              | Raimondas Rumšas           |
| 2003                                                          | no otorgado                | Jan Ullrich                | Alekszandr Vinokurov       |
| 2004                                                          | no otorgado                | Andreas Klöden             | Ivan Basso                 |
| 2005                                                          | no otorgado                | Ivan Basso                 | no otorgado                |
| 2006                                                          | Óscar Pereiro              | Andreas Klöden             | Carlos Sastre              |
| 2007                                                          | Alberto Contador           | Cadel Evans                | no otorgado                |
| 2008                                                          | Carlos Sastre              | Cadel Evans                | Denís Menshov              |
| 2009                                                          | Alberto Contador           | Andy Schleck               | Bradley Wiggins            |
| 2010                                                          | Andy Schleck               | Samuel Sánchez             | Jurgen van den Broeck      |
| 2011                                                          | Cadel Evans                | Andy Schleck               | Fränk Schleck              |
| 2012                                                          | Bradley Wiggins            | Chris Froome               | Vincenzo Nibali            |
| 2013                                                          | Chris Froome               | Nairo Quintana             | Joaquim Rodríguez          |
| 2014                                                          | Vincenzo Nibali            | Jean-Christophe Péraud     | Thibaut Pinot              |
| 2015                                                          | Chris Froome               | Nairo Quintana             | Alejandro Valverde         |
| 2016                                                          | Chris Froome               | Romain Bardet              | Nairo Quintana             |
| 2017                                                          | Chris Froome               | Rigoberto Urán             | Romain Bardet              |
| 2018                                                          | Geraint Thomas             | Tom Dumoulin               | Chris Froome               |
| 2019                                                          | Egan Bernal                | Geraint Thomas             | Steven Kruijswijk          |
| 2020                                                          | Tadej Pogačar              | Primož Roglič              | Richie Porte               |
| 2021                                                          | Tadej Pogačar              | Jonas Vingegaard           | Richard Carapaz            |
| 2022                                                          | Jonas Vingegaard           | Tadej Pogačar              | Geraint Thomas             |
| 2023                                                          | Jonas Vingegaard           | Tadej Pogačar              | Adam Yates                 |
| 2024                                                          | Tadej Pogačar              | Jonas Vingegaard           | Remco Evenepoel            |
| 2025                                                          | Tadej Pogačar              | Jonas Vingegaard           | Florian Lipowitz           |
| 2026                                                          |                            |                            |                            |
| 2027                                                          |                            |                            |                            |
| 2028                                                          |                            |                            |                            |

Notas:

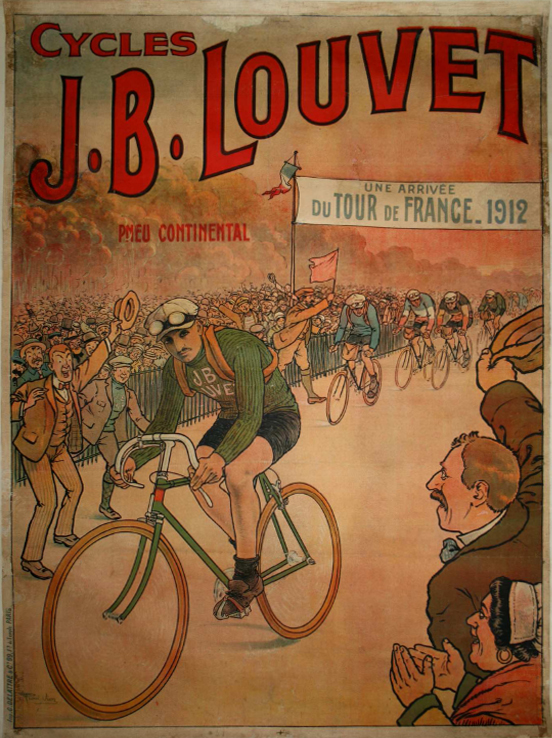
Afiche Tour de France 1912

- En el Tour de Francia 1904, se llevaron a término una serie de descalificaciones y penalizaciones por las que Maurice Garin, inicialmente ganador de la carrera, junto con los tres siguientes ciclistas fueron borrados de la clasificación general. Finalmente, se elaboró una polémica lista que situaba vencedor al joven Henri Cornet, que quedó quinto. También las victorias de etapa de Garin fueron eliminadas.
- En las ediciones 1999, 2000, 2001, 2002, 2003, 2004, 2005 el corredor Lance Armstrong, fue inicialmente el ganador e igualmente fue tercero en la edición 2009, pero en octubre de 2012, fue suspendido de por vida por dopaje sistemático y los resultados obtenidos después del 1 de agosto de 1998 le fueron anulados.[31][32]
- En el Tour de Francia 2005 el corredor Jan Ullrich fue inicialmente tercero pero fue descalificado por dopaje.[33]
- En el Tour de Francia 2006 el corredor Floyd Landis fue inicialmente el ganador, pero fue descalificado por dopaje.[34]
- En el Tour de Francia 2007 el corredor Levi Leipheimer fue inicialmente tercero, pero fue descalificado por prácticas dopantes.[35]
- En el Tour de Francia 2008 el corredor Bernhard Kohl fue inicialmente tercero, pero fue descalificado por dopaje por lo que el tercer lugar fue para Denís Menshov.[36][37]
- En el Tour de Francia 2009 el corredor Lance Armstrong, fue inicialmente tercero, pero a raíz de su suspensión de por vida por dopaje sistemático, el tercer lugar fue para el ciclista Bradley Wiggins.
- En el Tour de Francia 2010 el corredor Alberto Contador fue inicialmente el ganador de la prueba, pero fue descalificado como consecuencia del Caso Contador (ver sección Alberto Contador y el Caso Contador) cediendo el primer lugar al ciclista luxemburgués Andy Schleck.
- Así mismo, en el Tour de Francia 2010 el corredor ruso Denis Menchov, inicialmente tercero y posteriormente segundo después de la sanción a Alberto Contador fue descalificado por la UCI en 2014 por violaciones de la reglamentación antidopaje debido a anomalías encontradas en su pasaporte biológico, por lo que el español Samuel Sánchez fue finalmente segundo y el ciclista belga Jurgen Van Den Broeck se quedó con el tercer lugar.[38]

Otras clasificaciones y datos estadísticos
- Para los ganadores de las clasificaciones secundarias, véase Ganadores de las clasificaciones del Tour de Francia
- Para los datos estadísticos, véase Datos estadísticos del Tour de Francia

## Palmarés por países
| País           | Victorias | 2.º lugar | 3.º lugar | Total | Último vencedor          |
| -------------- | --------- | --------- | --------- | ----- | ------------------------ |
| Francia        | 36 (21)   | 30        | 33        | 99    | Bernard Hinault en 1985  |
| Bélgica        | 18 (10)   | 15        | 18        | 51    | Lucien van Impe en 1976  |
| España         | 12 (7)    | 6         | 12        | 30    | Alberto Contador en 2009 |
| Italia         | 10 (7)    | 16        | 15        | 41    | Vincenzo Nibali en 2014  |
| Reino Unido    | 6 (3)     | 2         | 4         | 12    | Geraint Thomas en 2018   |
| Luxemburgo     | 5 (4)     | 6         | 3         | 14    | Andy Schleck en 2010     |
| Eslovenia      | 4 (1)     | 3         | -         | 7     | Tadej Pogačar en 2025    |
| Estados Unidos | 3 (1)     | 1         | 2         | 6     | Greg LeMond en 1990      |
| Dinamarca      | 3 (2)     | 1         | 1         | 5     | Jonas Vingegaard en 2023 |
| Países Bajos   | 2 (2)     | 11        | 4         | 17    | Joop Zoetemelk en 1980   |
| Suiza          | 2 (2)     | 4         | 3         | 9     | Hugo Koblet en 1951      |
| Alemania       | 1         | 8         | -         | 9     | Jan Ullrich en 1997      |
| Colombia       | 1         | 3         | 2         | 6     | Egan Bernal en 2019      |
| Australia      | 1         | 2         | 1         | 4     | Cadel Evans en 2011      |
| Irlanda        | 1         | -         | 1         | 2     | Stephen Roche en 1987    |
| Rusia          | -         | 1         | 1         | 2     | -                        |
| Letonia        | -         | 1         | -         | 1     | -                        |
| Portugal       | -         | -         | 2         | 2     | -                        |
| Austria        | -         | -         | 1         | 1     | -                        |
| Suecia         | -         | -         | 1         | 1     | -                        |
| Polonia        | -         | -         | 1         | 1     | -                        |
| Lituania       | -         | -         | 1         | 1     | -                        |
| Kazajistán     | -         | -         | 1         | 1     | -                        |
| Ecuador        | -         | -         | 1         | 1     | -                        |

- Entre paréntesis el número de ciclistas diferentes que han conseguido victorias para cada país.

## Estadísticas

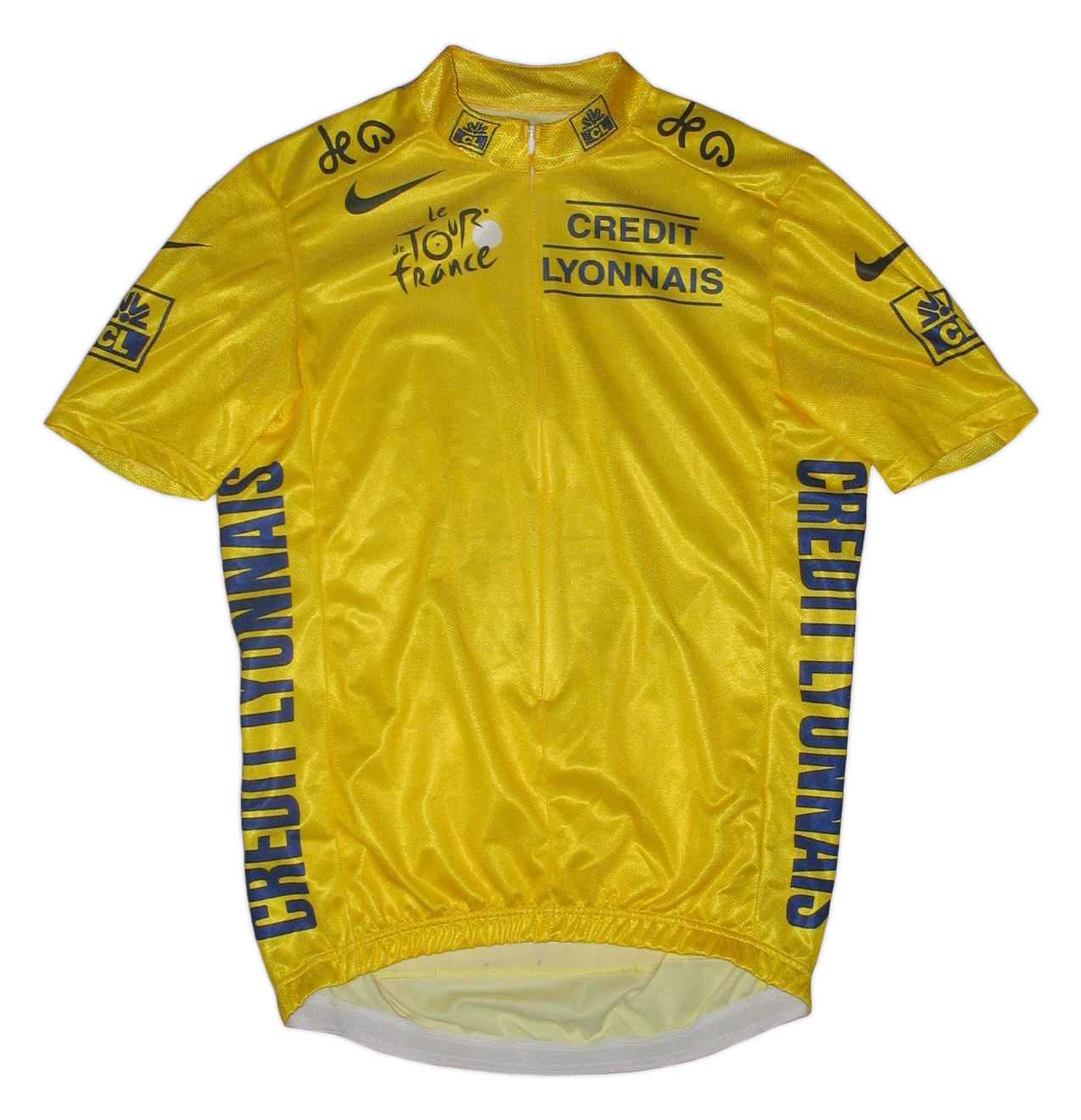
Maillot amarillo del Tour

### Más victorias generales
| Ciclista            | Victorias | Años                         |
| ------------------- | --------- | ---------------------------- |
| Jacques Anquetil    | 5         | 1957, 1961, 1962, 1963, 1964 |
| Eddy Merckx         | 5         | 1969, 1970, 1971, 1972, 1974 |
| Bernard Hinault     | 5         | 1978, 1979, 1981, 1982, 1985 |
| Miguel Indurain     | 5         | 1991, 1992, 1993, 1994, 1995 |
| Chris Froome        | 4         | 2013, 2015, 2016, 2017       |
| Tadej Pogačar       | 4         | 2020, 2021, 2024, 2025       |
| Philippe Thys       | 3         | 1913, 1914, 1920             |
| Louison Bobet       | 3         | 1953, 1954, 1955             |
| Greg LeMond         | 3         | 1986, 1989, 1990             |
| Sylvère Maes        | 2         | 1936, 1939                   |
| Lucien Petit-Breton | 2         | 1907, 1908                   |
| Ottavio Bottecchia  | 2         | 1924, 1925                   |
| Nicolas Frantz      | 2         | 1927, 1928                   |
| André Leducq        | 2         | 1930, 1932                   |
| Antonin Magne       | 2         | 1931, 1934                   |
| Sylvère Maes        | 2         | 1936, 1939                   |
| Gino Bartali        | 2         | 1938, 1948                   |
| Fausto Coppi        | 2         | 1949, 1952                   |
| Bernard Thévenet    | 2         | 1975, 1977                   |
| Laurent Fignon      | 2         | 1983, 1984                   |
| Alberto Contador    | 2         | 2007, 2009                   |
| Jonas Vingegaard    | 2         | 2022, 2023                   |

### Victorias consecutivas
- Cinco victorias seguidas:
  -  Miguel Induráin (1991, 1992, 1993, 1994, 1995)

- Cuatro victorias seguidas:
  -  Jacques Anquetil (1961, 1962, 1963, 1964)
  -  Eddy Merckx (1969, 1970, 1971, 1972)

- Tres victorias seguidas:
  -  Louison Bobet (1953, 1954, 1955)
  -  Chris Froome (2015, 2016, 2017)

- Dos victorias seguidas:
  -  Lucien Petit-Breton (1907, 1908)
  -  Philippe Thys (1913, 1914)
  -  Ottavio Bottecchia (1924, 1925)
  -  Nicolas Frantz (1927, 1928)
  -  Bernard Hinault (1978, 1979 y 1981, 1982)
  -  Laurent Fignon (1983, 1984)
  -  Greg LeMond (1989, 1990)
  -  Tadej Pogačar (2020, 2021 y 2024, 2025)
  -  Jonas Vingegaard (2022, 2023)

### Más podios
| Ciclista         | 1.º | 2.º | 3.º | Total |
| ---------------- | --- | --- | --- | ----- |
| Raymond Poulidor | 0   | 3   | 5   | 8     |
| Bernard Hinault  | 5   | 2   | 0   | 7     |
| Joop Zoetemelk   | 1   | 6   | 0   | 7     |
| Eddy Merckx      | 5   | 1   | 0   | 6     |
| Jacques Anquetil | 5   | 0   | 1   | 6     |
| Tadej Pogačar    | 4   | 2   | 0   | 6     |
| Chris Froome     | 4   | 1   | 1   | 6     |
| Jan Ullrich      | 1   | 5   | 0   | 6     |
| Gustave Garrigou | 1   | 3   | 2   | 6     |
| Miguel Induráin  | 5   | 0   | 0   | 5     |
| Greg LeMond      | 3   | 1   | 1   | 5     |
| Jonas Vingegaard | 2   | 3   | 0   | 5     |
| Lucien van Impe  | 1   | 1   | 3   | 5     |
| Louison Bobet    | 3   | 0   | 1   | 4     |
| Nicolas Frantz   | 2   | 2   | 0   | 4     |
| Antonin Magne    | 2   | 1   | 1   | 4     |
| Jean Alavoine    | 0   | 2   | 2   | 4     |

### Más participaciones
| # | Ciclista         | País           | Participaciones | Ediciones             |
| - | ---------------- | -------------- | --------------- | --------------------- |
| 1 | Sylvain Chavanel | Francia        | 18              | 2001-2018             |
| 2 | George Hincapie  | Estados Unidos | 17              | 1996-2012             |
|   | Jens Voigt       | Alemania       | 17              | 1998-2014             |
|   | Stuart O'Grady   | Australia      | 17              | 1997-2013             |
| 5 | Joop Zoetemelk   | Países Bajos   | 16              | 1970-1973 y 1973-1986 |
|   | Haimar Zubeldia  | España         | 16              | 2001-2009 y 2011-2017 |

### Victorias de etapa
- Actualizado a 2025

Estos son los ciclistas que han ganado nueve o más etapas:
| Ciclista          | Etapas |
| ----------------- | ------ |
| Mark Cavendish    | 35     |
| Eddy Merckx       | 34     |
| Bernard Hinault   | 28     |
| Andre Leducq      | 25     |
| André Darrigade   | 22     |
| Tadej Pogačar     | 21     |
| Nicolas Frantz    | 20     |
| François Faber    | 19     |
| Jean Alavoine     | 17     |
| Charles Pelissier | 16     |
| René Le Grevès    | 16     |
| Jacques Anquetil  | 16     |
| Freddy Maertens   | 15     |

| Ciclista          | Etapas |
| ----------------- | ------ |
| Marcel Kittel     | 14     |
| Louis Trousselier | 13     |
| Philippe Thys     | 13     |
| Jean Aerts        | 12     |
| Gino Bartali      | 12     |
| Miguel Induráin   | 12     |
| Mario Cipollini   | 12     |
| Erik Zabel        | 12     |
| Robbie McEwen     | 12     |
| Peter Sagan       | 12     |
| Raffaele Di Paco  | 11     |
| Louison Bobet     | 11     |
| Joop Zoetemelk    | 11     |

| Ciclista              | Etapas |
| --------------------- | ------ |
| André Greipel         | 11     |
| Henri Pelissier       | 10     |
| Antonin Magne         | 10     |
| Maurice Archambaud    | 10     |
| Charly Gaul           | 10     |
| Walter Godefroot      | 10     |
| Gerrie Knetemann      | 10     |
| Jan Raas              | 10     |
| Thor Hushovd          | 10     |
| Jasper Philipsen      | 10     |
| Wout van Aert         | 10     |
| Hippolyte Aucouturier | 9      |
| Emile Georget         | 9      |

| Ciclista                 | Etapas |
| ------------------------ | ------ |
| Ottavio Bottecchia       | 9      |
| Georges Speicher         | 9      |
| Roger Lapebie            | 9      |
| Éloi Meulenberg          | 9      |
| Sylvère Maes             | 9      |
| Fausto Coppi             | 9      |
| Luis Ocaña               | 9      |
| Bernard Thevenet         | 9      |
| Lucien Van Impe          | 9      |
| Laurent Fignon           | 9      |
| Jean Paul Van Poppel     | 9      |
| Djamolidine Abdoujaparov | 9      |
| Tom Steels               | 9      |

En caso de empate se ordena primero el ciclista que primero consiguió ese número de victorias (es decir, cronológicamente).

### Victorias de etapa por países
- Actualizado a 2025

Ciclistas de 35 países han logrado obtener una o más victorias de etapa.
| País         | Etapas |
| ------------ | ------ |
| Francia      | 718    |
| Bélgica      | 502    |
| Italia       | 272    |
| Países Bajos | 186    |
| España       | 131    |
| Alemania     | 90     |
| Reino Unido  | 79     |
| Luxemburgo   | 71     |
| Suiza        | 61     |

| País           | Etapas |
| -------------- | ------ |
| Australia      | 41     |
| Dinamarca      | 29     |
| Eslovenia      | 27     |
| Colombia       | 22     |
| Estados Unidos | 20     |
| Noruega        | 20     |
| Irlanda        | 15     |
| Portugal       | 12     |
| Eslovaquia     | 12     |

| País            | Etapas |
| --------------- | ------ |
| Rusia           | 11     |
| Uzbekistán      | 9      |
| Polonia         | 7      |
| Kazajistán      | 6      |
| Austria         | 6      |
| Estonia         | 4      |
| Ucrania         | 4      |
| República Checa | 4      |
| Canadá          | 3      |

| País      | Etapas |
| --------- | ------ |
| Eritrea   | 3      |
| Letonia   | 2      |
| México    | 2      |
| Sudáfrica | 2      |
| Brasil    | 1      |
| Suecia    | 1      |
| Lituania  | 1      |
| Ecuador   | 1      |

### Victorias de etapa por países y ediciones
- Actualizado a 2025

| Victorias de etapas por países y ediciones | Victorias de etapas por países y ediciones | Victorias de etapas por países y ediciones | Victorias de etapas por países y ediciones | Victorias de etapas por países y ediciones | Victorias de etapas por países y ediciones | Victorias de etapas por países y ediciones | Victorias de etapas por países y ediciones | Victorias de etapas por países y ediciones | Victorias de etapas por países y ediciones | Victorias de etapas por países y ediciones | Victorias de etapas por países y ediciones | Victorias de etapas por países y ediciones | Victorias de etapas por países y ediciones | Victorias de etapas por países y ediciones | Victorias de etapas por países y ediciones | Victorias de etapas por países y ediciones | Victorias de etapas por países y ediciones | Victorias de etapas por países y ediciones | Victorias de etapas por países y ediciones | Victorias de etapas por países y ediciones | Victorias de etapas por países y ediciones | Victorias de etapas por países y ediciones | Victorias de etapas por países y ediciones | Victorias de etapas por países y ediciones | Victorias de etapas por países y ediciones | Victorias de etapas por países y ediciones | Victorias de etapas por países y ediciones | Victorias de etapas por países y ediciones | Victorias de etapas por países y ediciones | Victorias de etapas por países y ediciones | Victorias de etapas por países y ediciones | Victorias de etapas por países y ediciones | Victorias de etapas por países y ediciones | Victorias de etapas por países y ediciones | Victorias de etapas por países y ediciones |
| ------------------------------------------ | ------------------------------------------ | ------------------------------------------ | ------------------------------------------ | ------------------------------------------ | ------------------------------------------ | ------------------------------------------ | ------------------------------------------ | ------------------------------------------ | ------------------------------------------ | ------------------------------------------ | ------------------------------------------ | ------------------------------------------ | ------------------------------------------ | ------------------------------------------ | ------------------------------------------ | ------------------------------------------ | ------------------------------------------ | ------------------------------------------ | ------------------------------------------ | ------------------------------------------ | ------------------------------------------ | ------------------------------------------ | ------------------------------------------ | ------------------------------------------ | ------------------------------------------ | ------------------------------------------ | ------------------------------------------ | ------------------------------------------ | ------------------------------------------ | ------------------------------------------ | ------------------------------------------ | ------------------------------------------ | ------------------------------------------ | ------------------------------------------ | ------------------------------------------ |
| Año                                        | Bandera de Francia                         | Bandera de Bélgica                         | Bandera de Italia                          | Bandera de los Países Bajos                | Bandera de España                          | Bandera de Alemania                        | Bandera del Reino Unido                    | Bandera de Luxemburgo                      | Bandera de Suiza                           | Bandera de Australia                       | Bandera de Dinamarca                       | Bandera de Eslovenia                       | Bandera de Colombia                        | Bandera de Estados Unidos                  | Bandera de Noruega                         | Bandera de Irlanda                         | Bandera de Portugal                        | Bandera de Eslovaquia                      | Bandera de Rusia                           | Bandera de Uzbekistán                      | Bandera de Polonia                         | Bandera de Kazajistán                      | Bandera de Austria                         | Bandera de Estonia                         | Bandera de Ucrania                         | Bandera de República Checa                 | Bandera de Canadá                          | Bandera de Eritrea                         | Bandera de México                          | Bandera de Letonia                         | Bandera de Sudáfrica                       | Bandera de Brasil                          | Bandera de Suecia                          | Bandera de Lituania                        | Bandera de Ecuador                         |
| 1903                                       | 5                                          | -                                          | -                                          | -                                          | -                                          | -                                          | -                                          | -                                          | 1                                          | -                                          | -                                          | -                                          | -                                          | -                                          | -                                          | -                                          | -                                          | -                                          | -                                          | -                                          | -                                          | -                                          | -                                          | -                                          | -                                          | -                                          | -                                          | -                                          | -                                          | -                                          | -                                          | -                                          | -                                          | -                                          | -                                          |
| 1904                                       | 5                                          | -                                          | -                                          | -                                          | -                                          | -                                          | -                                          | -                                          | 1                                          | -                                          | -                                          | -                                          | -                                          | -                                          | -                                          | -                                          | -                                          | -                                          | -                                          | -                                          | -                                          | -                                          | -                                          | -                                          | -                                          | -                                          | -                                          | -                                          | -                                          | -                                          | -                                          | -                                          | -                                          | -                                          | -                                          |
| 1905                                       | 11                                         | -                                          | -                                          | -                                          | -                                          | -                                          | -                                          | -                                          | -                                          | -                                          | -                                          | -                                          | -                                          | -                                          | -                                          | -                                          | -                                          | -                                          | -                                          | -                                          | -                                          | -                                          | -                                          | -                                          | -                                          | -                                          | -                                          | -                                          | -                                          | -                                          | -                                          | -                                          | -                                          | -                                          | -                                          |
| 1906                                       | 13                                         | -                                          | -                                          | -                                          | -                                          | -                                          | -                                          | -                                          | -                                          | -                                          | -                                          | -                                          | -                                          | -                                          | -                                          | -                                          | -                                          | -                                          | -                                          | -                                          | -                                          | -                                          | -                                          | -                                          | -                                          | -                                          | -                                          | -                                          | -                                          | -                                          | -                                          | -                                          | -                                          | -                                          | -                                          |
| 1907                                       | 14                                         | -                                          | -                                          | -                                          | -                                          | -                                          | -                                          | -                                          | -                                          | -                                          | -                                          | -                                          | -                                          | -                                          | -                                          | -                                          | -                                          | -                                          | -                                          | -                                          | -                                          | -                                          | -                                          | -                                          | -                                          | -                                          | -                                          | -                                          | -                                          | -                                          | -                                          | -                                          | -                                          | -                                          | -                                          |
| 1908                                       | 10                                         | -                                          | -                                          | -                                          | -                                          | -                                          | -                                          | 4                                          | -                                          | -                                          | -                                          | -                                          | -                                          | -                                          | -                                          | -                                          | -                                          | -                                          | -                                          | -                                          | -                                          | -                                          | -                                          | -                                          | -                                          | -                                          | -                                          | -                                          | -                                          | -                                          | -                                          | -                                          | -                                          | -                                          | -                                          |
| 1909                                       | 7                                          | 1                                          | -                                          | -                                          | -                                          | -                                          | -                                          | 6                                          | -                                          | -                                          | -                                          | -                                          | -                                          | -                                          | -                                          | -                                          | -                                          | -                                          | -                                          | -                                          | -                                          | -                                          | -                                          | -                                          | -                                          | -                                          | -                                          | -                                          | -                                          | -                                          | -                                          | -                                          | -                                          | -                                          | -                                          |
| 1910                                       | 11                                         | -                                          | 1                                          | -                                          | -                                          | -                                          | -                                          | 3                                          | -                                          | -                                          | -                                          | -                                          | -                                          | -                                          | -                                          | -                                          | -                                          | -                                          | -                                          | -                                          | -                                          | -                                          | -                                          | -                                          | -                                          | -                                          | -                                          | -                                          | -                                          | -                                          | -                                          | -                                          | -                                          | -                                          | -                                          |
| 1911                                       | 12                                         | 1                                          | -                                          | -                                          | -                                          | -                                          | -                                          | 2                                          | -                                          | -                                          | -                                          | -                                          | -                                          | -                                          | -                                          | -                                          | -                                          | -                                          | -                                          | -                                          | -                                          | -                                          | -                                          | -                                          | -                                          | -                                          | -                                          | -                                          | -                                          | -                                          | -                                          | -                                          | -                                          | -                                          | -                                          |
| 1912                                       | 8                                          | 5                                          | 2                                          | -                                          | -                                          | -                                          | -                                          | -                                          | -                                          | -                                          | -                                          | -                                          | -                                          | -                                          | -                                          | -                                          | -                                          | -                                          | -                                          | -                                          | -                                          | -                                          | -                                          | -                                          | -                                          | -                                          | -                                          | -                                          | -                                          | -                                          | -                                          | -                                          | -                                          | -                                          | -                                          |
| 1913                                       | 2                                          | 10                                         | 1                                          | -                                          | -                                          | -                                          | -                                          | 2                                          | -                                          | -                                          | -                                          | -                                          | -                                          | -                                          | -                                          | -                                          | -                                          | -                                          | -                                          | -                                          | -                                          | -                                          | -                                          | -                                          | -                                          | -                                          | -                                          | -                                          | -                                          | -                                          | -                                          | -                                          | -                                          | -                                          | -                                          |
| 1914                                       | 7                                          | 4                                          | -                                          | -                                          | -                                          | -                                          | -                                          | 2                                          | 2                                          | -                                          | -                                          | -                                          | -                                          | -                                          | -                                          | -                                          | -                                          | -                                          | -                                          | -                                          | -                                          | -                                          | -                                          | -                                          | -                                          | -                                          | -                                          | -                                          | -                                          | -                                          | -                                          | -                                          | -                                          | -                                          | -                                          |
| 1919                                       | 11                                         | 2                                          | 2                                          | -                                          | -                                          | -                                          | -                                          | -                                          | -                                          | -                                          | -                                          | -                                          | -                                          | -                                          | -                                          | -                                          | -                                          | -                                          | -                                          | -                                          | -                                          | -                                          | -                                          | -                                          | -                                          | -                                          | -                                          | -                                          | -                                          | -                                          | -                                          | -                                          | -                                          | -                                          | -                                          |
| 1920                                       | 3                                          | 12                                         | -                                          | -                                          | -                                          | -                                          | -                                          | -                                          | -                                          | -                                          | -                                          | -                                          | -                                          | -                                          | -                                          | -                                          | -                                          | -                                          | -                                          | -                                          | -                                          | -                                          | -                                          | -                                          | -                                          | -                                          | -                                          | -                                          | -                                          | -                                          | -                                          | -                                          | -                                          | -                                          | -                                          |
| 1921                                       | 5                                          | 9                                          | 1                                          | -                                          | -                                          | -                                          | -                                          | -                                          | -                                          | -                                          | -                                          | -                                          | -                                          | -                                          | -                                          | -                                          | -                                          | -                                          | -                                          | -                                          | -                                          | -                                          | -                                          | -                                          | -                                          | -                                          | -                                          | -                                          | -                                          | -                                          | -                                          | -                                          | -                                          | -                                          | -                                          |
| 1922                                       | 6                                          | 8                                          | 1                                          | -                                          | -                                          | -                                          | -                                          | -                                          | -                                          | -                                          | -                                          | -                                          | -                                          | -                                          | -                                          | -                                          | -                                          | -                                          | -                                          | -                                          | -                                          | -                                          | -                                          | -                                          | -                                          | -                                          | -                                          | -                                          | -                                          | -                                          | -                                          | -                                          | -                                          | -                                          | -                                          |
| 1923                                       | 12                                         | 2                                          | 1                                          | -                                          | -                                          | -                                          | -                                          | -                                          | -                                          | -                                          | -                                          | -                                          | -                                          | -                                          | -                                          | -                                          | -                                          | -                                          | -                                          | -                                          | -                                          | -                                          | -                                          | -                                          | -                                          | -                                          | -                                          | -                                          | -                                          | -                                          | -                                          | -                                          | -                                          | -                                          | -                                          |
| 1924                                       | 4                                          | 4                                          | 5                                          | -                                          | -                                          | -                                          | -                                          | 2                                          | -                                          | -                                          | -                                          | -                                          | -                                          | -                                          | -                                          | -                                          | -                                          | -                                          | -                                          | -                                          | -                                          | -                                          | -                                          | -                                          | -                                          | -                                          | -                                          | -                                          | -                                          | -                                          | -                                          | -                                          | -                                          | -                                          | -                                          |
| 1925                                       | 1                                          | 8                                          | 5                                          | -                                          | -                                          | -                                          | -                                          | 4                                          | -                                          | -                                          | -                                          | -                                          | -                                          | -                                          | -                                          | -                                          | -                                          | -                                          | -                                          | -                                          | -                                          | -                                          | -                                          | -                                          | -                                          | -                                          | -                                          | -                                          | -                                          | -                                          | -                                          | -                                          | -                                          | -                                          | -                                          |
| 1926                                       | -                                          | 12                                         | 1                                          | -                                          | -                                          | -                                          | -                                          | 4                                          | -                                          | -                                          | -                                          | -                                          | -                                          | -                                          | -                                          | -                                          | -                                          | -                                          | -                                          | -                                          | -                                          | -                                          | -                                          | -                                          | -                                          | -                                          | -                                          | -                                          | -                                          | -                                          | -                                          | -                                          | -                                          | -                                          | -                                          |
| 1927                                       | 6                                          | 15                                         | -                                          | -                                          | -                                          | -                                          | -                                          | 3                                          | -                                          | -                                          | -                                          | -                                          | -                                          | -                                          | -                                          | -                                          | -                                          | -                                          | -                                          | -                                          | -                                          | -                                          | -                                          | -                                          | -                                          | -                                          | -                                          | -                                          | -                                          | -                                          | -                                          | -                                          | -                                          | -                                          | -                                          |
| 1928                                       | 13                                         | 4                                          | -                                          | -                                          | -                                          | -                                          | -                                          | 5                                          | -                                          | -                                          | -                                          | -                                          | -                                          | -                                          | -                                          | -                                          | -                                          | -                                          | -                                          | -                                          | -                                          | -                                          | -                                          | -                                          | -                                          | -                                          | -                                          | -                                          | -                                          | -                                          | -                                          | -                                          | -                                          | -                                          | -                                          |
| 1929                                       | 10                                         | 9                                          | -                                          | -                                          | 1                                          | -                                          | -                                          | 2                                          | -                                          | -                                          | -                                          | -                                          | -                                          | -                                          | -                                          | -                                          | -                                          | -                                          | -                                          | -                                          | -                                          | -                                          | -                                          | -                                          | -                                          | -                                          | -                                          | -                                          | -                                          | -                                          | -                                          | -                                          | -                                          | -                                          | -                                          |
| 1930                                       | 13                                         | 3                                          | 5                                          | -                                          | -                                          | -                                          | -                                          | -                                          | -                                          | -                                          | -                                          | -                                          | -                                          | -                                          | -                                          | -                                          | -                                          | -                                          | -                                          | -                                          | -                                          | -                                          | -                                          | -                                          | -                                          | -                                          | -                                          | -                                          | -                                          | -                                          | -                                          | -                                          | -                                          | -                                          | -                                          |
| 1931                                       | 8                                          | 6                                          | 7                                          | -                                          | -                                          | -                                          | -                                          | -                                          | -                                          | -                                          | -                                          | -                                          | -                                          | -                                          | -                                          | -                                          | -                                          | -                                          | -                                          | -                                          | -                                          | -                                          | 3                                          | -                                          | -                                          | -                                          | -                                          | -                                          | -                                          | -                                          | -                                          | -                                          | -                                          | -                                          | -                                          |
| 1932                                       | 7                                          | 6                                          | 7                                          | -                                          | -                                          | 1                                          | -                                          | -                                          | -                                          | -                                          | -                                          | -                                          | -                                          | -                                          | -                                          | -                                          | -                                          | -                                          | -                                          | -                                          | -                                          | -                                          | -                                          | -                                          | -                                          | -                                          | -                                          | -                                          | -                                          | -                                          | -                                          | -                                          | -                                          | -                                          | -                                          |
| 1933                                       | 9                                          | 9                                          | 5                                          | -                                          | -                                          | -                                          | -                                          | -                                          | -                                          | -                                          | -                                          | -                                          | -                                          | -                                          | -                                          | -                                          | -                                          | -                                          | -                                          | -                                          | -                                          | -                                          | -                                          | -                                          | -                                          | -                                          | -                                          | -                                          | -                                          | -                                          | -                                          | -                                          | -                                          | -                                          | -                                          |
| 1934                                       | 20                                         | 1                                          | 3                                          | -                                          | -                                          | -                                          | -                                          | -                                          | -                                          | -                                          | -                                          | -                                          | -                                          | -                                          | -                                          | -                                          | -                                          | -                                          | -                                          | -                                          | -                                          | -                                          | -                                          | -                                          | -                                          | -                                          | -                                          | -                                          | -                                          | -                                          | -                                          | -                                          | -                                          | -                                          | -                                          |
| 1935                                       | 13                                         | 8                                          | 6                                          | -                                          | -                                          | -                                          | -                                          | -                                          | -                                          | -                                          | -                                          | -                                          | -                                          | -                                          | -                                          | -                                          | -                                          | -                                          | -                                          | -                                          | -                                          | -                                          | -                                          | -                                          | -                                          | -                                          | -                                          | -                                          | -                                          | -                                          | -                                          | -                                          | -                                          | -                                          | -                                          |
| 1936                                       | 13                                         | 9                                          | -                                          | 1                                          | 1                                          | -                                          | -                                          | 2                                          | 1                                          | -                                          | -                                          | -                                          | -                                          | -                                          | -                                          | -                                          | -                                          | -                                          | -                                          | -                                          | -                                          | -                                          | -                                          | -                                          | -                                          | -                                          | -                                          | -                                          | -                                          | -                                          | -                                          | -                                          | -                                          | -                                          | -                                          |
| 1937                                       | 9                                          | 10                                         | 3                                          | -                                          | 2                                          | 4                                          | -                                          | 1                                          | 3                                          | -                                          | -                                          | -                                          | -                                          | -                                          | -                                          | -                                          | -                                          | -                                          | -                                          | -                                          | -                                          | -                                          | -                                          | -                                          | -                                          | -                                          | -                                          | -                                          | -                                          | -                                          | -                                          | -                                          | -                                          | -                                          | -                                          |
| 1938                                       | 8                                          | 11                                         | 5                                          | 3                                          | -                                          | 1                                          | -                                          | 1                                          | -                                          | -                                          | -                                          | -                                          | -                                          | -                                          | -                                          | -                                          | -                                          | -                                          | -                                          | -                                          | -                                          | -                                          | -                                          | -                                          | -                                          | -                                          | -                                          | -                                          | -                                          | -                                          | -                                          | -                                          | -                                          | -                                          | -                                          |
| 1939                                       | 17                                         | 7                                          | -                                          | 1                                          | -                                          | -                                          | -                                          | 2                                          | 1                                          | -                                          | -                                          | -                                          | -                                          | -                                          | -                                          | -                                          | -                                          | -                                          | -                                          | -                                          | -                                          | -                                          | -                                          | -                                          | -                                          | -                                          | -                                          | -                                          | -                                          | -                                          | -                                          | -                                          | -                                          | -                                          | -                                          |
| 1947                                       | 12                                         | 2                                          | 4                                          | -                                          | -                                          | -                                          | -                                          | -                                          | 3                                          | -                                          | -                                          | -                                          | -                                          | -                                          | -                                          | -                                          | -                                          | -                                          | -                                          | -                                          | -                                          | -                                          | -                                          | -                                          | -                                          | -                                          | -                                          | -                                          | -                                          | -                                          | -                                          | -                                          | -                                          | -                                          | -                                          |
| 1948                                       | 6                                          | 4                                          | 11                                         | -                                          | -                                          | -                                          | -                                          | -                                          | -                                          | -                                          | -                                          | -                                          | -                                          | -                                          | -                                          | -                                          | -                                          | -                                          | -                                          | -                                          | -                                          | -                                          | -                                          | -                                          | -                                          | -                                          | -                                          | -                                          | -                                          | -                                          | -                                          | -                                          | -                                          | -                                          | -                                          |
| 1949                                       | 8                                          | 5                                          | 6                                          | -                                          | -                                          | -                                          | -                                          | 1                                          | 1                                          | -                                          | -                                          | -                                          | -                                          | -                                          | -                                          | -                                          | -                                          | -                                          | -                                          | -                                          | -                                          | -                                          | -                                          | -                                          | -                                          | -                                          | -                                          | -                                          | -                                          | -                                          | -                                          | -                                          | -                                          | -                                          | -                                          |
| 1950                                       | 9                                          | 2                                          | 6                                          | -                                          | -                                          | -                                          | -                                          | 2                                          | 3                                          | -                                          | -                                          | -                                          | -                                          | -                                          | -                                          | -                                          | -                                          | -                                          | -                                          | -                                          | -                                          | -                                          | -                                          | -                                          | -                                          | -                                          | -                                          | -                                          | -                                          | -                                          | -                                          | -                                          | -                                          | -                                          | -                                          |
| 1951                                       | 6                                          | 4                                          | 4                                          | 1                                          | 2                                          | -                                          | -                                          | 1                                          | 6                                          | -                                          | -                                          | -                                          | -                                          | -                                          | -                                          | -                                          | -                                          | -                                          | -                                          | -                                          | -                                          | -                                          | -                                          | -                                          | -                                          | -                                          | -                                          | -                                          | -                                          | -                                          | -                                          | -                                          | -                                          | -                                          | -                                          |
| 1952                                       | 9                                          | 3                                          | 7                                          | 2                                          | -                                          | -                                          | -                                          | 1                                          | 1                                          | -                                          | -                                          | -                                          | -                                          | -                                          | -                                          | -                                          | -                                          | -                                          | -                                          | -                                          | -                                          | -                                          | -                                          | -                                          | -                                          | -                                          | -                                          | -                                          | -                                          | -                                          | -                                          | -                                          | -                                          | -                                          | -                                          |
| 1953                                       | 10                                         | 1                                          | 3                                          | 5                                          | 1                                          | -                                          | -                                          | -                                          | 2                                          | -                                          | -                                          | -                                          | -                                          | -                                          | -                                          | -                                          | -                                          | -                                          | -                                          | -                                          | -                                          | -                                          | -                                          | -                                          | -                                          | -                                          | -                                          | -                                          | -                                          | -                                          | -                                          | -                                          | -                                          | -                                          | -                                          |
| 1954                                       | 15                                         | 4                                          | -                                          | 3                                          | -                                          | -                                          | -                                          | -                                          | 3                                          | -                                          | -                                          | -                                          | -                                          | -                                          | -                                          | -                                          | -                                          | -                                          | -                                          | -                                          | -                                          | -                                          | -                                          | -                                          | -                                          | -                                          | -                                          | -                                          | -                                          | -                                          | -                                          | -                                          | -                                          | -                                          | -                                          |
| 1955                                       | 9                                          | 3                                          | 2                                          | 4                                          | 2                                          | -                                          | -                                          | 3                                          | -                                          | -                                          | -                                          | -                                          | -                                          | -                                          | -                                          | -                                          | -                                          | -                                          | -                                          | -                                          | -                                          | -                                          | -                                          | -                                          | -                                          | -                                          | -                                          | -                                          | -                                          | -                                          | -                                          | -                                          | -                                          | -                                          | -                                          |
| 1956                                       | 8                                          | 4                                          | 6                                          | -                                          | 2                                          | -                                          | -                                          | 3                                          | -                                          | -                                          | -                                          | -                                          | -                                          | -                                          | -                                          | -                                          | -                                          | -                                          | -                                          | -                                          | -                                          | -                                          | -                                          | -                                          | -                                          | -                                          | -                                          | -                                          | -                                          | -                                          | -                                          | -                                          | -                                          | -                                          | -                                          |
| 1957                                       | 17                                         | 1                                          | 6                                          | -                                          | -                                          | -                                          | -                                          | -                                          | -                                          | -                                          | -                                          | -                                          | -                                          | -                                          | -                                          | -                                          | -                                          | -                                          | -                                          | -                                          | -                                          | -                                          | -                                          | -                                          | -                                          | -                                          | -                                          | -                                          | -                                          | -                                          | -                                          | -                                          | -                                          | -                                          | -                                          |
| 1958                                       | 9                                          | 2                                          | 5                                          | 1                                          | 2                                          | -                                          | 1                                          | 4                                          | -                                          | -                                          | -                                          | -                                          | -                                          | -                                          | -                                          | -                                          | -                                          | -                                          | -                                          | -                                          | -                                          | -                                          | -                                          | -                                          | -                                          | -                                          | -                                          | -                                          | -                                          | -                                          | -                                          | -                                          | -                                          | -                                          | -                                          |
| 1959                                       | 12                                         | 1                                          | 4                                          | -                                          | 1                                          | -                                          | 1                                          | 1                                          | 2                                          | -                                          | -                                          | -                                          | -                                          | -                                          | -                                          | -                                          | -                                          | -                                          | -                                          | -                                          | -                                          | -                                          | -                                          | -                                          | -                                          | -                                          | -                                          | -                                          | -                                          | -                                          | -                                          | -                                          | -                                          | -                                          | -                                          |
| 1960                                       | 10                                         | 5                                          | 4                                          | -                                          | -                                          | -                                          | -                                          | -                                          | 2                                          | -                                          | -                                          | -                                          | -                                          | -                                          | -                                          | -                                          | -                                          | -                                          | -                                          | -                                          | -                                          | -                                          | -                                          | -                                          | -                                          | -                                          | -                                          | -                                          | -                                          | -                                          | -                                          | -                                          | -                                          | -                                          | -                                          |
| 1961                                       | 12                                         | 6                                          | 3                                          | -                                          | -                                          | -                                          | -                                          | 1                                          | -                                          | -                                          | -                                          | -                                          | -                                          | -                                          | -                                          | -                                          | -                                          | -                                          | -                                          | -                                          | -                                          | -                                          | -                                          | -                                          | -                                          | -                                          | -                                          | -                                          | -                                          | -                                          | -                                          | -                                          | -                                          | -                                          | -                                          |
| 1962                                       | 7                                          | 8                                          | 4                                          | 1                                          | 1                                          | 3                                          | -                                          | -                                          | -                                          | -                                          | -                                          | -                                          | -                                          | -                                          | -                                          | -                                          | -                                          | -                                          | -                                          | -                                          | -                                          | -                                          | -                                          | -                                          | -                                          | -                                          | -                                          | -                                          | -                                          | -                                          | -                                          | -                                          | -                                          | -                                          | -                                          |
| 1963                                       | 8                                          | 10                                         | 1                                          | 1                                          | 2                                          | -                                          | -                                          | -                                          | -                                          | -                                          | -                                          | -                                          | -                                          | -                                          | -                                          | 1                                          | -                                          | -                                          | -                                          | -                                          | -                                          | -                                          | -                                          | -                                          | -                                          | -                                          | -                                          | -                                          | -                                          | -                                          | -                                          | -                                          | -                                          | -                                          | -                                          |
| 1964                                       | 8                                          | 7                                          | -                                          | 4                                          | 5                                          | 1                                          | -                                          | -                                          | -                                          | -                                          | -                                          | -                                          | -                                          | -                                          | -                                          | -                                          | -                                          | -                                          | -                                          | -                                          | -                                          | -                                          | -                                          | -                                          | -                                          | -                                          | -                                          | -                                          | -                                          | -                                          | -                                          | -                                          | -                                          | -                                          | -                                          |
| 1965                                       | 3                                          | 7                                          | 5                                          | 4                                          | 4                                          | -                                          | 1                                          | -                                          | -                                          | -                                          | -                                          | -                                          | -                                          | -                                          | -                                          | -                                          | -                                          | -                                          | -                                          | -                                          | -                                          | -                                          | -                                          | -                                          | -                                          | -                                          | -                                          | -                                          | -                                          | -                                          | -                                          | -                                          | -                                          | -                                          | -                                          |
| 1966                                       | 2                                          | 8                                          | 4                                          | 5                                          | 2                                          | 3                                          | -                                          | 1                                          | -                                          | -                                          | -                                          | -                                          | -                                          | -                                          | -                                          | -                                          | -                                          | -                                          | -                                          | -                                          | -                                          | -                                          | -                                          | -                                          | -                                          | -                                          | -                                          | -                                          | -                                          | -                                          | -                                          | -                                          | -                                          | -                                          | -                                          |
| 1967                                       | 8                                          | 6                                          | 4                                          | 1                                          | 2                                          | 1                                          | 2                                          | -                                          | 1                                          | -                                          | -                                          | -                                          | -                                          | -                                          | -                                          | -                                          | -                                          | -                                          | -                                          | -                                          | -                                          | -                                          | -                                          | -                                          | -                                          | -                                          | -                                          | -                                          | -                                          | -                                          | -                                          | -                                          | -                                          | -                                          | -                                          |
| 1968                                       | 10                                         | 10                                         | 2                                          | 2                                          | 1                                          | -                                          | 1                                          | -                                          | -                                          | -                                          | -                                          | -                                          | -                                          | -                                          | -                                          | -                                          | -                                          | -                                          | -                                          | -                                          | -                                          | -                                          | -                                          | -                                          | -                                          | -                                          | -                                          | -                                          | -                                          | -                                          | -                                          | -                                          | -                                          | -                                          | -                                          |
| 1969                                       | 3                                          | 14                                         | 3                                          | -                                          | 1                                          | 1                                          | 2                                          | -                                          | -                                          | -                                          | -                                          | -                                          | -                                          | -                                          | -                                          | -                                          | 2                                          | -                                          | -                                          | -                                          | -                                          | -                                          | -                                          | -                                          | -                                          | -                                          | -                                          | -                                          | -                                          | -                                          | -                                          | -                                          | -                                          | -                                          | -                                          |
| 1970                                       | 5                                          | 14                                         | 5                                          | 1                                          | 2                                          | 1                                          | -                                          | -                                          | -                                          | -                                          | 1                                          | -                                          | -                                          | -                                          | -                                          | -                                          | -                                          | -                                          | -                                          | -                                          | -                                          | -                                          | -                                          | -                                          | -                                          | -                                          | -                                          | -                                          | -                                          | -                                          | -                                          | -                                          | -                                          | -                                          | -                                          |
| 1971                                       | 4                                          | 11                                         | 3                                          | 3                                          | 4                                          | -                                          | -                                          | -                                          | -                                          | -                                          | -                                          | -                                          | -                                          | -                                          | -                                          | -                                          | -                                          | -                                          | -                                          | -                                          | -                                          | -                                          | -                                          | -                                          | -                                          | -                                          | -                                          | -                                          | -                                          | -                                          | -                                          | -                                          | -                                          | -                                          | -                                          |
| 1972                                       | 7                                          | 15                                         | 1                                          | 2                                          | -                                          | -                                          | -                                          | -                                          | -                                          | -                                          | -                                          | -                                          | -                                          | -                                          | -                                          | -                                          | -                                          | -                                          | -                                          | -                                          | -                                          | -                                          | -                                          | -                                          | -                                          | -                                          | -                                          | -                                          | -                                          | -                                          | -                                          | -                                          | -                                          | -                                          | -                                          |
| 1973                                       | 6                                          | 7                                          | -                                          | 2                                          | 8                                          | -                                          | 3                                          | -                                          | -                                          | -                                          | -                                          | -                                          | -                                          | -                                          | -                                          | -                                          | 1                                          | -                                          | -                                          | -                                          | -                                          | -                                          | -                                          | -                                          | -                                          | -                                          | -                                          | -                                          | -                                          | -                                          | -                                          | -                                          | -                                          | -                                          | -                                          |
| 1974                                       | 7                                          | 14                                         | 1                                          | 3                                          | 1                                          | -                                          | 1                                          | -                                          | -                                          | -                                          | -                                          | -                                          | -                                          | -                                          | -                                          | -                                          | -                                          | -                                          | -                                          | -                                          | -                                          | -                                          | -                                          | -                                          | -                                          | -                                          | -                                          | -                                          | -                                          | -                                          | -                                          | -                                          | -                                          | -                                          | -                                          |
| 1975                                       | 3                                          | 11                                         | 4                                          | 5                                          | 1                                          | -                                          | 1                                          | -                                          | -                                          | -                                          | -                                          | -                                          | -                                          | -                                          | -                                          | -                                          | -                                          | -                                          | -                                          | -                                          | -                                          | -                                          | -                                          | -                                          | -                                          | -                                          | -                                          | -                                          | -                                          | -                                          | -                                          | -                                          | -                                          | -                                          | -                                          |
| 1976                                       | 3                                          | 12                                         | 3                                          | 7                                          | 2                                          | -                                          | -                                          | -                                          | -                                          | -                                          | -                                          | -                                          | -                                          | -                                          | -                                          | -                                          | -                                          | -                                          | -                                          | -                                          | -                                          | -                                          | -                                          | -                                          | -                                          | -                                          | -                                          | -                                          | -                                          | -                                          | -                                          | -                                          | -                                          | -                                          | -                                          |
| 1977                                       | 8                                          | 6                                          | 2                                          | 5                                          | 1                                          | 6                                          | -                                          | -                                          | -                                          | -                                          | -                                          | -                                          | -                                          | -                                          | -                                          | -                                          | -                                          | -                                          | -                                          | -                                          | -                                          | -                                          | -                                          | -                                          | -                                          | -                                          | -                                          | -                                          | -                                          | -                                          | -                                          | -                                          | -                                          | -                                          | -                                          |
| 1978                                       | 7                                          | 5                                          | -                                          | 9                                          | 1                                          | 1                                          | -                                          | -                                          | -                                          | -                                          | -                                          | -                                          | -                                          | -                                          | -                                          | 1                                          | -                                          | -                                          | -                                          | -                                          | -                                          | -                                          | -                                          | -                                          | -                                          | -                                          | -                                          | -                                          | -                                          | -                                          | -                                          | -                                          | -                                          | -                                          | -                                          |
| 1979                                       | 11                                         | 3                                          | 1                                          | 8                                          | -                                          | 1                                          | -                                          | -                                          | -                                          | -                                          | -                                          | -                                          | -                                          | -                                          | -                                          | -                                          | 1                                          | -                                          | -                                          | -                                          | -                                          | -                                          | -                                          | -                                          | -                                          | -                                          | -                                          | -                                          | -                                          | -                                          | -                                          | -                                          | -                                          | -                                          | -                                          |
| 1980                                       | 7                                          | 5                                          | -                                          | 11                                         | -                                          | -                                          | -                                          | -                                          | -                                          | -                                          | -                                          | -                                          | -                                          | -                                          | -                                          | 2                                          | -                                          | -                                          | -                                          | -                                          | -                                          | -                                          | -                                          | -                                          | -                                          | -                                          | -                                          | -                                          | -                                          | -                                          | -                                          | -                                          | -                                          | -                                          | -                                          |
| 1981                                       | 6                                          | 10                                         | -                                          | 7                                          | -                                          | -                                          | -                                          | -                                          | 1                                          | -                                          | -                                          | -                                          | -                                          | -                                          | -                                          | 1                                          | -                                          | -                                          | -                                          | -                                          | -                                          | -                                          | -                                          | -                                          | -                                          | -                                          | -                                          | -                                          | -                                          | -                                          | -                                          | -                                          | -                                          | -                                          | -                                          |
| 1982                                       | 6                                          | 5                                          | -                                          | 6                                          | -                                          | -                                          | -                                          | -                                          | 3                                          | 1                                          | -                                          | -                                          | -                                          | -                                          | -                                          | 1                                          | -                                          | -                                          | -                                          | -                                          | -                                          | -                                          | -                                          | -                                          | -                                          | -                                          | -                                          | -                                          | -                                          | -                                          | -                                          | -                                          | -                                          | -                                          | -                                          |
| 1983                                       | 9                                          | 3                                          | 1                                          | 5                                          | 1                                          | -                                          | 1                                          | -                                          | 2                                          | -                                          | 1                                          | -                                          | -                                          | -                                          | -                                          | -                                          | -                                          | -                                          | -                                          | -                                          | -                                          | -                                          | -                                          | -                                          | -                                          | -                                          | -                                          | -                                          | -                                          | -                                          | -                                          | -                                          | -                                          | -                                          | -                                          |
| 1984                                       | 12                                         | 7                                          | -                                          | 1                                          | 1                                          | -                                          | 1                                          | -                                          | -                                          | -                                          | -                                          | -                                          | 1                                          | -                                          | -                                          | -                                          | 1                                          | -                                          | -                                          | -                                          | -                                          | -                                          | -                                          | -                                          | -                                          | -                                          | -                                          | -                                          | -                                          | -                                          | -                                          | -                                          | -                                          | -                                          | -                                          |
| 1985                                       | 6                                          | 6                                          | -                                          | 4                                          | 2                                          | -                                          | -                                          | -                                          | -                                          | -                                          | 1                                          | -                                          | 3                                          | 1                                          | -                                          | 1                                          | -                                          | -                                          | -                                          | -                                          | -                                          | -                                          | -                                          | -                                          | -                                          | -                                          | -                                          | -                                          | -                                          | -                                          | -                                          | -                                          | -                                          | -                                          | -                                          |
| 1986                                       | 6                                          | 5                                          | 3                                          | 1                                          | 5                                          | -                                          | -                                          | -                                          | 2                                          | -                                          | -                                          | -                                          | -                                          | 2                                          | -                                          | -                                          | -                                          | -                                          | -                                          | -                                          | -                                          | -                                          | -                                          | -                                          | -                                          | -                                          | -                                          | -                                          | -                                          | -                                          | -                                          | -                                          | -                                          | -                                          | -                                          |
| 1987                                       | 7                                          | 2                                          | 1                                          | 6                                          | 4                                          | 1                                          | -                                          | -                                          | -                                          | -                                          | -                                          | -                                          | -                                          | 2                                          | 1                                          | 1                                          | 1                                          | -                                          | -                                          | -                                          | -                                          | -                                          | -                                          | -                                          | -                                          | -                                          | -                                          | -                                          | -                                          | -                                          | -                                          | -                                          | -                                          | -                                          | -                                          |
| 1988                                       | 2                                          | -                                          | 3                                          | 8                                          | 3                                          | 1                                          | 1                                          | -                                          | 1                                          | -                                          | 1                                          | -                                          | 1                                          | -                                          | -                                          | -                                          | 1                                          | -                                          | -                                          | -                                          | -                                          | -                                          | -                                          | -                                          | -                                          | -                                          | 1                                          | -                                          | -                                          | -                                          | -                                          | -                                          | -                                          | -                                          | -                                          |
| 1989                                       | 4                                          | 1                                          | 2                                          | 6                                          | 1                                          | -                                          | 1                                          | -                                          | 1                                          | -                                          | -                                          | -                                          | -                                          | 3                                          | -                                          | 1                                          | 1                                          | -                                          | -                                          | -                                          | -                                          | -                                          | -                                          | -                                          | -                                          | -                                          | -                                          | -                                          | 1                                          | -                                          | -                                          | -                                          | -                                          | -                                          | -                                          |
| 1990                                       | 3                                          | 2                                          | 5                                          | 6                                          | 3                                          | 1                                          | -                                          | -                                          | -                                          | -                                          | -                                          | -                                          | -                                          | -                                          | -                                          | -                                          | -                                          | -                                          | 1                                          | -                                          | -                                          | -                                          | -                                          | -                                          | -                                          | -                                          | -                                          | -                                          | 1                                          | -                                          | -                                          | -                                          | -                                          | -                                          | -                                          |
| 1991                                       | 5                                          | 1                                          | 6                                          | 2                                          | 2                                          | -                                          | -                                          | -                                          | -                                          | 1                                          | -                                          | -                                          | -                                          | -                                          | -                                          | -                                          | -                                          | -                                          | 3                                          | 2                                          | -                                          | -                                          | -                                          | -                                          | -                                          | -                                          | -                                          | -                                          | -                                          | -                                          | -                                          | 1                                          | -                                          | -                                          | -                                          |
| 1992                                       | 6                                          | 2                                          | 3                                          | 3                                          | 4                                          | 1                                          | -                                          | -                                          | 1                                          | -                                          | -                                          | -                                          | -                                          | 1                                          | -                                          | 1                                          | -                                          | -                                          | -                                          | -                                          | -                                          | -                                          | -                                          | -                                          | -                                          | -                                          | -                                          | -                                          | -                                          | -                                          | -                                          | -                                          | -                                          | -                                          | -                                          |
| 1993                                       | 1                                          | 2                                          | 4                                          | -                                          | 2                                          | 1                                          | -                                          | -                                          | 3                                          | -                                          | 2                                          | -                                          | 1                                          | 1                                          | -                                          | -                                          | -                                          | -                                          | -                                          | 3                                          | 1                                          | -                                          | -                                          | -                                          | -                                          | -                                          | -                                          | -                                          | -                                          | -                                          | -                                          | -                                          | -                                          | -                                          | -                                          |
| 1994                                       | 4                                          | -                                          | 5                                          | 1                                          | 2                                          | -                                          | 1                                          | -                                          | -                                          | -                                          | 3                                          | -                                          | 1                                          | -                                          | -                                          | -                                          | -                                          | -                                          | -                                          | 2                                          | -                                          | -                                          | -                                          | -                                          | -                                          | 1                                          | -                                          | -                                          | -                                          | 2                                          | -                                          | -                                          | -                                          | -                                          | -                                          |
| 1995                                       | 3                                          | 1                                          | 6                                          | 1                                          | 2                                          | 2                                          | 1                                          | -                                          | 1                                          | -                                          | -                                          | -                                          | -                                          | 1                                          | -                                          | -                                          | -                                          | -                                          | -                                          | 1                                          | -                                          | -                                          | -                                          | -                                          | 1                                          | -                                          | -                                          | -                                          | -                                          | -                                          | -                                          | -                                          | -                                          | -                                          | -                                          |
| 1996                                       | 4                                          | -                                          | 3                                          | 3                                          | -                                          | 3                                          | -                                          | -                                          | 3                                          | -                                          | 3                                          | -                                          | 1                                          | -                                          | -                                          | -                                          | -                                          | -                                          | 1                                          | 1                                          | -                                          | -                                          | -                                          | -                                          | -                                          | -                                          | -                                          | -                                          | -                                          | -                                          | -                                          | -                                          | -                                          | -                                          |                                            |
| 1997                                       | 6                                          | -                                          | 7                                          | 1                                          | 1                                          | 5                                          | 1                                          | -                                          | -                                          | 1                                          | -                                          | -                                          | -                                          | -                                          | -                                          | -                                          | -                                          | -                                          | -                                          | -                                          | -                                          | -                                          | -                                          | -                                          | -                                          | -                                          | -                                          | -                                          | -                                          | -                                          | -                                          | -                                          | -                                          | -                                          | -                                          |
| 1998                                       | 1                                          | 4                                          | 6                                          | 2                                          | -                                          | 4                                          | 1                                          | -                                          | -                                          | 1                                          | -                                          | -                                          | -                                          | -                                          | -                                          | -                                          | -                                          | -                                          | -                                          | -                                          | -                                          | -                                          | -                                          | -                                          | -                                          | 1                                          | -                                          | -                                          | -                                          | -                                          | -                                          | -                                          | 1                                          | -                                          | -                                          |
| 1999                                       | -                                          | 4                                          | 7                                          | -                                          | 3                                          | -                                          | -                                          | -                                          | -                                          | 1                                          | -                                          | -                                          | -                                          | -                                          | -                                          | -                                          | -                                          | -                                          | 1                                          | -                                          | -                                          | -                                          | -                                          | 1                                          | -                                          | -                                          | -                                          | -                                          | -                                          | -                                          | -                                          | -                                          | -                                          | -                                          | -                                          |
| 2000                                       | 2                                          | 2                                          | 5                                          | 4                                          | 3                                          | 2                                          | 1                                          | -                                          | -                                          | -                                          | -                                          | -                                          | 1                                          | -                                          | -                                          | -                                          | -                                          | -                                          | -                                          | -                                          | -                                          | -                                          | -                                          | -                                          | -                                          | -                                          | -                                          | -                                          | -                                          | -                                          | -                                          | -                                          | -                                          | -                                          | -                                          |
| 2001                                       | 4                                          | 3                                          | -                                          | 1                                          | 1                                          | 4                                          | -                                          | -                                          | -                                          | -                                          | -                                          | -                                          | 1                                          | -                                          | -                                          | -                                          | -                                          | -                                          | 1                                          | -                                          | -                                          | -                                          | -                                          | 1                                          | -                                          | 1                                          | -                                          | -                                          | -                                          | -                                          | -                                          | -                                          | -                                          | -                                          | -                                          |
| 2002                                       | 2                                          | -                                          | 1                                          | 2                                          | 2                                          | 1                                          | 1                                          | -                                          | 1                                          | 3                                          | -                                          | -                                          | 2                                          | -                                          | 1                                          | -                                          | -                                          | -                                          | -                                          | -                                          | -                                          | -                                          | -                                          | 1                                          | -                                          | -                                          | -                                          | -                                          | -                                          | -                                          | -                                          | -                                          | -                                          | -                                          | -                                          |
| 2003                                       | 2                                          | -                                          | 5                                          | 1                                          | 4                                          | 1                                          | 1                                          | -                                          | -                                          | 2                                          | 1                                          | -                                          | -                                          | 2                                          | -                                          | -                                          | -                                          | -                                          | -                                          | -                                          | -                                          | 1                                          | -                                          | -                                          | -                                          | -                                          | -                                          | -                                          | -                                          | -                                          | -                                          | -                                          | -                                          | -                                          | -                                          |
| 2004                                       | 3                                          | 2                                          | 2                                          | -                                          | 2                                          | -                                          | -                                          | -                                          | 1                                          | 3                                          | -                                          | -                                          | -                                          | 1                                          | 1                                          | -                                          | -                                          | -                                          | -                                          | -                                          | -                                          | -                                          | -                                          | 1                                          | -                                          | -                                          | -                                          | -                                          | -                                          | -                                          | -                                          | -                                          | -                                          | -                                          | -                                          |
| 2005                                       | 1                                          | 2                                          | 3                                          | 1                                          | 3                                          | -                                          | -                                          | -                                          | -                                          | 3                                          | 1                                          | -                                          | -                                          | 1                                          | -                                          | -                                          | -                                          | -                                          | -                                          | -                                          | -                                          | 2                                          | 1                                          | -                                          | -                                          | -                                          | -                                          | -                                          | -                                          | -                                          | -                                          | -                                          | -                                          | -                                          | -                                          |
| 2006                                       | 3                                          | -                                          | 1                                          | -                                          | 4                                          | 2                                          | -                                          | 1                                          | -                                          | 3                                          | 1                                          | -                                          | -                                          | -                                          | 2                                          | -                                          | -                                          | -                                          | 1                                          | -                                          | -                                          | -                                          | -                                          | -                                          | 3                                          | -                                          | -                                          | -                                          | -                                          | -                                          | -                                          | -                                          | -                                          | -                                          | -                                          |
| 2007                                       | 2                                          | 3                                          | 3                                          | -                                          | 1                                          | 1                                          | -                                          | 1                                          | 2                                          | 2                                          | 2                                          | -                                          | 1                                          | -                                          | 1                                          | -                                          | -                                          | -                                          | -                                          | -                                          | -                                          | -                                          | -                                          | -                                          | -                                          | -                                          | -                                          | -                                          | -                                          | -                                          | 1                                          | -                                          | -                                          | -                                          | -                                          |
| 2008                                       | 3                                          | 1                                          | -                                          | -                                          | 6                                          | 1                                          | 4                                          | 1                                          | 1                                          | 1                                          | -                                          | -                                          | -                                          | -                                          | 2                                          | -                                          | -                                          | -                                          | 1                                          | -                                          | -                                          | -                                          | -                                          | -                                          | -                                          | -                                          | -                                          | -                                          | -                                          | -                                          | -                                          | -                                          | -                                          | -                                          | -                                          |
| 2009                                       | 4                                          | -                                          | -                                          | -                                          | 4                                          | 1                                          | 6                                          | 1                                          | 1                                          | -                                          | 1                                          | -                                          | -                                          | -                                          | 1                                          | -                                          | -                                          | -                                          | 1                                          | -                                          | -                                          | 1                                          | -                                          | -                                          | -                                          | -                                          | -                                          | -                                          | -                                          | -                                          | -                                          | -                                          | -                                          | -                                          | -                                          |
| 2010                                       | 6                                          | -                                          | 2                                          | -                                          | 1                                          | -                                          | 5                                          | 2                                          | 2                                          | -                                          | -                                          | -                                          | -                                          | -                                          | 1                                          | -                                          | 1                                          | -                                          | -                                          | -                                          | -                                          | 1                                          | -                                          | -                                          | -                                          | -                                          | -                                          | -                                          | -                                          | -                                          | -                                          | -                                          | -                                          | -                                          | -                                          |
| 2011                                       | 1                                          | 2                                          | -                                          | -                                          | 2                                          | 2                                          | 5                                          | 1                                          | -                                          | 1                                          | -                                          | -                                          | -                                          | 2                                          | 4                                          | -                                          | 1                                          | -                                          | -                                          | -                                          | -                                          | -                                          | -                                          | -                                          | -                                          | -                                          | -                                          | -                                          | -                                          | -                                          | -                                          | -                                          | -                                          | -                                          | -                                          |
| 2012                                       | 5                                          | -                                          | -                                          | -                                          | 2                                          | 3                                          | 7                                          | -                                          | 1                                          | -                                          | -                                          | -                                          | -                                          | -                                          | -                                          | -                                          | -                                          | 3                                          | -                                          | -                                          | -                                          | -                                          | -                                          | -                                          | -                                          | -                                          | -                                          | -                                          | -                                          | -                                          | -                                          | -                                          | -                                          | -                                          | -                                          |
| 2013                                       | 1                                          | 1                                          | 1                                          | -                                          | -                                          | 6                                          | 5                                          | -                                          | -                                          | 2                                          | -                                          | -                                          | 1                                          | -                                          | -                                          | 1                                          | 2                                          | 1                                          | -                                          | -                                          | -                                          | -                                          | -                                          | -                                          | -                                          | -                                          | -                                          | -                                          | -                                          | -                                          | -                                          | -                                          | -                                          | -                                          | -                                          |
| 2014                                       | 2                                          | -                                          | 5                                          | 1                                          | -                                          | 7                                          | -                                          | -                                          | -                                          | 1                                          | -                                          | -                                          | -                                          | -                                          | 2                                          | -                                          | -                                          | -                                          | -                                          | -                                          | 2                                          | -                                          | -                                          | -                                          | -                                          | -                                          | -                                          | -                                          | -                                          | -                                          | -                                          | -                                          | -                                          | 1                                          | -                                          |
| 2015                                       | 3                                          | 1                                          | 1                                          | -                                          | 3                                          | 6                                          | 3                                          | -                                          | -                                          | 1                                          | -                                          | -                                          | -                                          | 1                                          | -                                          | -                                          | -                                          | -                                          | -                                          | -                                          | 1                                          | -                                          | -                                          | -                                          | -                                          | 1                                          | -                                          | -                                          | -                                          | -                                          | -                                          | -                                          | -                                          | -                                          | -                                          |
| 2016                                       | 1                                          | 2                                          | -                                          | 2                                          | 1                                          | 2                                          | 7                                          | -                                          | -                                          | 1                                          | -                                          | -                                          | 1                                          | -                                          | -                                          | -                                          | -                                          | 3                                          | 1                                          | -                                          | -                                          | -                                          | -                                          | -                                          | -                                          | -                                          | -                                          | -                                          | -                                          | -                                          | -                                          | -                                          | -                                          | -                                          | -                                          |
| 2017                                       | 5                                          | -                                          | 1                                          | 2                                          | -                                          | 5                                          | 1                                          | -                                          | -                                          | 2                                          | -                                          | 1                                          | 1                                          | -                                          | 1                                          | -                                          | -                                          | 1                                          | -                                          | -                                          | 1                                          | -                                          | -                                          | -                                          | -                                          | -                                          | -                                          | -                                          | -                                          | -                                          | -                                          | -                                          | -                                          | -                                          | -                                          |
| 2018                                       | 3                                          | -                                          | -                                          | 3                                          | 1                                          | 1                                          | 2                                          | -                                          | -                                          | -                                          | 1                                          | 1                                          | 3                                          | 1                                          | 1                                          | 1                                          | -                                          | 3                                          | -                                          | -                                          | -                                          | -                                          | -                                          | -                                          | -                                          | -                                          | -                                          | -                                          | -                                          | -                                          | -                                          | -                                          | -                                          | -                                          | -                                          |
| 2019                                       | 3                                          | 3                                          | 3                                          | 2                                          | -                                          | -                                          | 2                                          | -                                          | -                                          | 3                                          | -                                          | -                                          | 1                                          | -                                          | -                                          | -                                          | -                                          | 1                                          | -                                          | -                                          | -                                          | -                                          | -                                          | -                                          | -                                          | -                                          | -                                          | -                                          | -                                          | -                                          | 1                                          | -                                          | -                                          | -                                          | -                                          |
| 2020                                       | 2                                          | 2                                          | -                                          | -                                          | -                                          | 1                                          | -                                          | -                                          | 1                                          | 2                                          | 2                                          | 4                                          | 2                                          | -                                          | 1                                          | 2                                          | -                                          | -                                          | -                                          | -                                          | 1                                          | 1                                          | -                                          | -                                          | -                                          | -                                          | -                                          | -                                          | -                                          | -                                          | -                                          | -                                          | -                                          | -                                          | -                                          |
| 2021                                       | 1                                          | 5                                          | -                                          | 2                                          | -                                          | 1                                          | 4                                          | -                                          | -                                          | 1                                          | -                                          | 5                                          | -                                          | 1                                          | -                                          | -                                          | -                                          | -                                          | -                                          | -                                          | -                                          | -                                          | 1                                          | -                                          | -                                          | -                                          | -                                          | -                                          | -                                          | -                                          | -                                          | -                                          | -                                          | -                                          | -                                          |
| 2022                                       | 1                                          | 6                                          | -                                          | 2                                          | -                                          | -                                          | 1                                          | 1                                          | -                                          | 2                                          | 4                                          | 3                                          | -                                          | -                                          | -                                          | -                                          | -                                          | -                                          | -                                          | -                                          | -                                          | -                                          | -                                          | -                                          | -                                          | -                                          | 1                                          | -                                          | -                                          | -                                          | -                                          | -                                          | -                                          | -                                          | -                                          |
| 2023                                       | 1                                          | 5                                          | -                                          | 1                                          | 3                                          | -                                          | 1                                          | -                                          | -                                          | 1                                          | 3                                          | 3                                          | -                                          | -                                          | -                                          | -                                          | -                                          | -                                          | -                                          | -                                          | 1                                          | -                                          | 1                                          | -                                          | -                                          | -                                          | 1                                          | -                                          | -                                          | -                                          | -                                          | -                                          | -                                          | -                                          | -                                          |
| 2024                                       | 3                                          | 5                                          | -                                          | 1                                          | -                                          | -                                          | 1                                          | -                                          | -                                          | -                                          | 1                                          | 6                                          | -                                          | -                                          | -                                          | -                                          | -                                          | -                                          | -                                          | -                                          | -                                          | -                                          | -                                          | -                                          | -                                          | -                                          | -                                          | 3                                          | -                                          | -                                          | -                                          | -                                          | -                                          | -                                          | 1                                          |
| 2025                                       | 1                                          | 6                                          | 2                                          | 3                                          | -                                          | -                                          | 1                                          | -                                          | -                                          | 2                                          | -                                          | 4                                          | -                                          | -                                          | 1                                          | 1                                          | -                                          | -                                          | -                                          | -                                          | -                                          | -                                          | -                                          | -                                          | -                                          | -                                          | -                                          | -                                          | -                                          | -                                          | -                                          | -                                          | -                                          | -                                          | -                                          |
| Total                                      | 718                                        | 502                                        | 272                                        | 186                                        | 131                                        | 90                                         | 79                                         | 71                                         | 61                                         | 41                                         | 29                                         | 27                                         | 22                                         | 20                                         | 20                                         | 15                                         | 12                                         | 12                                         | 11                                         | 9                                          | 7                                          | 6                                          | 6                                          | 4                                          | 4                                          | 4                                          | 3                                          | 3                                          | 2                                          | 2                                          | 2                                          | 1                                          | 1                                          | 1                                          | 1                                          |
| #                                          | Bandera de Francia                         | Bandera de Bélgica                         | Bandera de Italia                          | Bandera de los Países Bajos                | Bandera de España                          | Bandera de Alemania                        | Bandera del Reino Unido                    | Bandera de Luxemburgo                      | Bandera de Suiza                           | Bandera de Australia                       | Bandera de Dinamarca                       | Bandera de Eslovenia                       | Bandera de Colombia                        | Bandera de Estados Unidos                  | Bandera de Noruega                         | Bandera de Irlanda                         | Bandera de Portugal                        | Bandera de Eslovaquia                      | Bandera de Rusia                           | Bandera de Uzbekistán                      | Bandera de Polonia                         | Bandera de Kazajistán                      | Bandera de Austria                         | Bandera de Estonia                         | Bandera de Ucrania                         | Bandera de República Checa                 | Bandera de Canadá                          | Bandera de Eritrea                         | Bandera de México                          | Bandera de Letonia                         | Bandera de Sudáfrica                       | Bandera de Brasil                          | Bandera de Suecia                          | Bandera de Lituania                        | Bandera de Ecuador                         |

### Días de líder
- Actualizado a 2025

| Ciclista           | Días de líder |
| ------------------ | ------------- |
| Eddy Merckx        | 96            |
| Bernard Hinault    | 75            |
| Miguel Induráin    | 60            |
| Chris Froome       | 59            |
| Tadej Pogačar      | 53            |
| Jacques Anquetil   | 50            |
| Antonin Magne      | 38            |
| Philippe Thys      | 37            |
| Nicolas Frantz     | 37            |
| André Leducq       | 35            |
| Ottavio Bottecchia | 34            |
| Louison Bobet      | 34            |

| Ciclista          | Días de líder |
| ----------------- | ------------- |
| Fabian Cancellara | 29            |
| Jonas Vingegaard  | 27            |
| Sylvère Maes      | 26            |
| René Vietto       | 26            |
| François Faber    | 25            |
| Joop Zoetemelk    | 22            |
| Laurent Fignon    | 22            |
| Greg LeMond       | 22            |
| Romain Maes       | 21            |
| Gino Bartali      | 20            |
| Thomas Voeckler   | 20            |
| Fausto Coppi      | 19            |

| Ciclista            | Días de líder |
| ------------------- | ------------- |
| André Darrigade     | 19            |
| Vincenzo Nibali     | 19            |
| Felice Gimondi      | 18            |
| Jan Ullrich         | 18            |
| Julian Alaphilippe  | 18            |
| Lucien Petit-Breton | 17            |
| Roger Pingeon       | 17            |
| Rudi Altig          | 17            |
| Luis Ocaña          | 17            |
| Odile Defraye       | 16            |
| Maurice De Waele    | 16            |
| Bernard Thévenet    | 16            |

| Ciclista           | Días de líder |
| ------------------ | ------------- |
| Dietrich Thurau    | 15            |
| Pedro Delgado      | 15            |
| Geraint Thomas     | 15            |
| Léon Scieur        | 14            |
| Maurice Archambaud | 14            |
| Gastone Nencini    | 14            |
| Steve Bauer        | 14            |
| Bjarne Riis        | 14            |
| Bradley Wiggins    | 14            |

### Otros datos

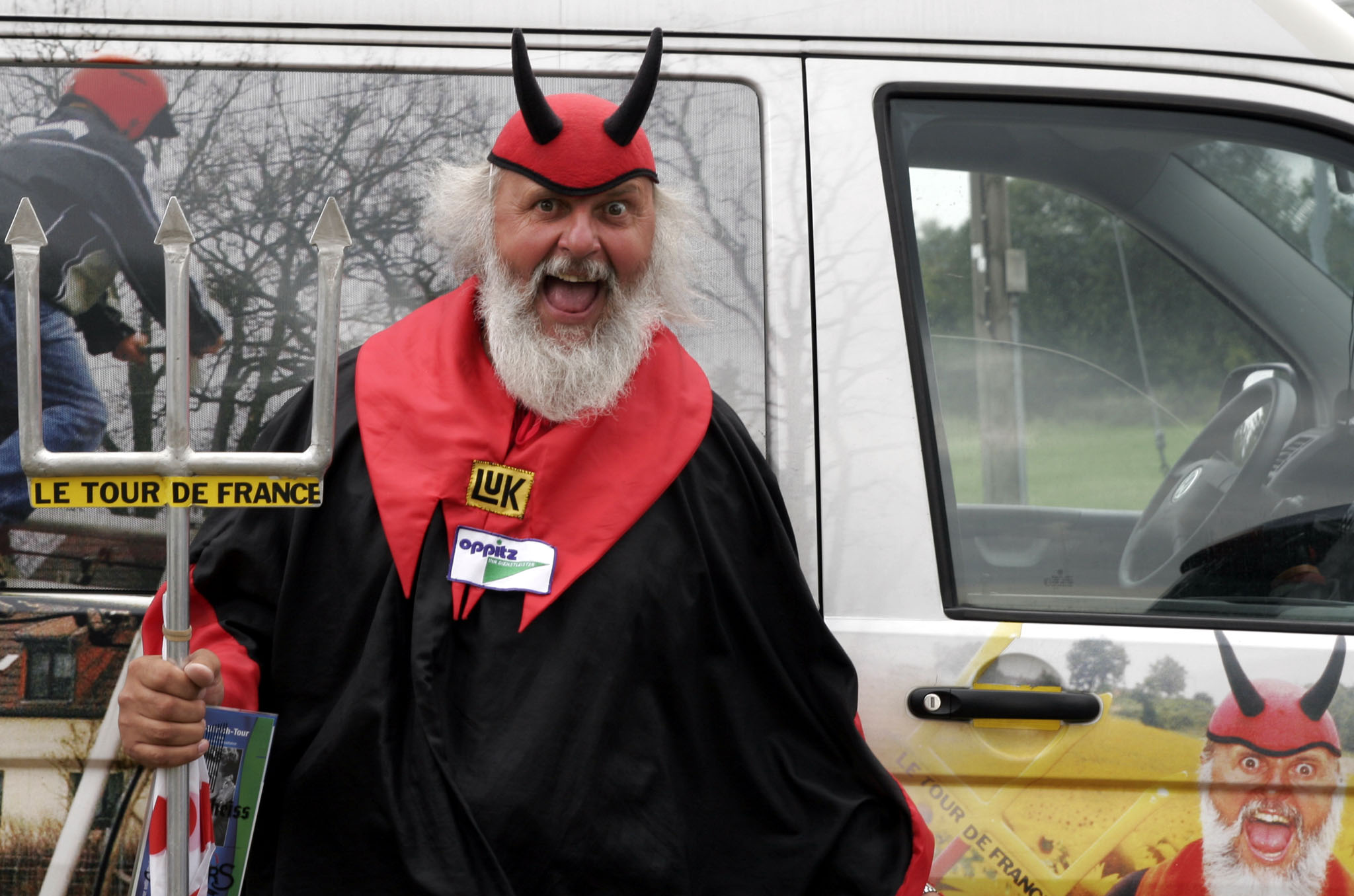
Didi Senft, histórico animador del Tour de Francia

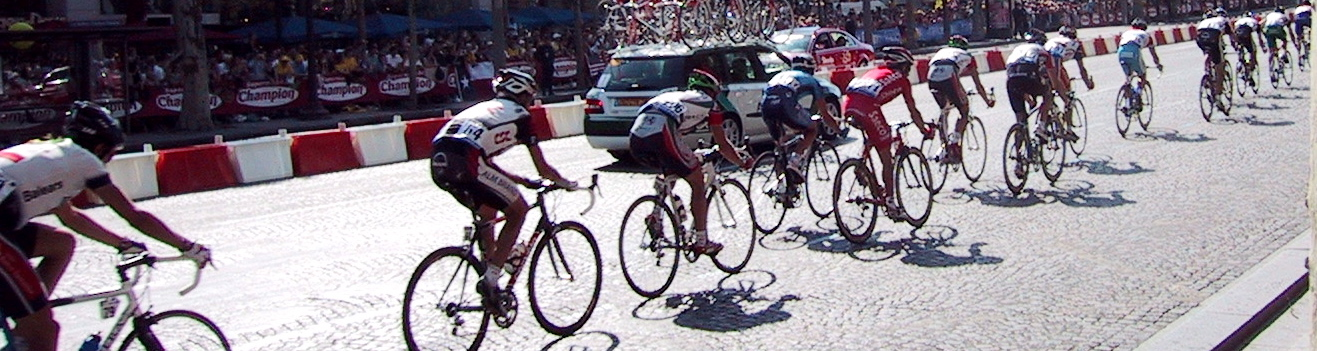
Ciclistas durante una etapa en los Campos Elíseos de París.

- Más victorias consecutivas:

- Miguel Induráin ganó 5 ediciones consecutivas desde 1991 hasta 1995.

- Más días vestido de amarillo:

- Eddy Merckx llevó el maillot de líder de la vuelta francesa durante 96 días.

- Líder desde la primera etapa hasta la última:

- Maurice Garin (en 1903), Ottavio Bottecchia (en 1924), Nicolas Frantz (en 1928) y Romain Maes (en 1935).

- Debutantes ganadores de la carrera:

- Tras la Segunda Guerra Mundial, solo nueve corredores han ganado el Tour en su primera participación:

- Jean Robic (1947) con 26 años.
- Fausto Coppi (1949) con 30 años.
- Hugo Koblet (1951) con 26 años.
- Jacques Anquetil (1957) con 23 años.
- Felice Gimondi (1965) con 23 años.
- Eddy Merckx (1969) con 24 años.
- Bernard Hinault (1978) con 23 años.
- Laurent Fignon (1983) con 22 años.
- Tadej Pogačar (2020) con 21 años.

- De todos ellos, solamente Robic y Anquetil debutaban en una Gran Vuelta.
- Previo a la Segunda Guerra Mundial, Maurice Garin (1903), Henri Cornet (1904), y Louis Trousselier (1905) ganaron el Tour en su primera participación, correspondientes a las tres primeras ediciones de la ronda gala.

- Vigentes campeones mundiales ganadores del Tour de Francia:

- Louison Bobet (1955).
- Eddy Merckx (1972).
- Bernard Hinault (1981).
- Greg LeMond (1990).
- Tadej Pogačar (2025).

- Más victorias de etapa:

- Mark Cavendish ganó 35 etapas (4 en 2008, 6 en 2009, 5 en 2010, 5 en 2011, 3 en 2012, 2 en 2013, 1 en 2015, 4 en 2016, 4 en 2021 y 1 en 2024)

- Mayor número de años transcurridos entre victorias de etapa:

- Mark Cavendish ganó su primera etapa en 2008 y la última en 2024 (16 años).

- Más victorias de etapa en una misma edición:

- Charles Pélissier (en 1930), Eddy Merckx (en 1970 y 1974) y Freddy Maertens (en 1976) consiguieron 8 victorias de etapa.

- Más victorias de etapa consecutivas:

- François Faber ganó 5 etapas consecutivas en 1909 (ganó 6 etapas en total en aquella edición).

- Ganadores de etapa más jóvenes y más veteranos:

- Más joven: Fabio Battesini, con 19 años y 133 días (en 1931).
- Más veterano: Pino Cerami, con 41 años y 92 días (en 1963).

- Mayor número de años transcurridos entre victorias:

- Gino Bartali ganó su primer Tour en 1938, y su segundo (y último) diez años después, en 1948.

- Más victorias en la clasificación de la montaña:

- Richard Virenque ha ganado el maillot blanco con puntos rojos en 7 ocasiones (1994-1997, 1999, 2003 y 2004).
- Federico Martín Bahamontes ha ganado el maillot blanco con puntos rojos en 6 ocasiones (1954, 1958, 1959, 1962-1964).
- Lucien van Impe ha ganado el maillot blanco con puntos rojos en 6 ocasiones (1971-1972, 1975, 1977, 1981 y 1983).

- Ganadores de la clasificación de la montaña y de la general en la misma edición:

- El primer ciclista en conseguir este doble galardón fue el italiano Gino Bartali en 1938, logro que repetiría en 1948. El belga Sylvère Maes lo conseguiría en 1939, y otro italiano, Fausto Coppi, se adjudicaría los dos maillots simultáneamente en 1949 y 1952. La lista la completan Bahamontes (1959), Eddy Merckx (1969 y 1970), Carlos Sastre (2008), Chris Froome (2015), Tadej Pogačar (2020, 2021 y 2025), y Jonas Vingegaard (2022). Otros cuatro corredores (Louison Bobet, Charly Gaul, Lucien van Impe y Bernard Hinault) se adjudicaron los dos jerséis, pero en ediciones distintas.

- Ganadores de la clasificación de la regularidad y de la general en la misma edición:

- Tan solo dos ciclistas han conseguido adjudicarse regularidad y general en la misma edición: Eddy Merckx en tres ocasiones (1969, 1971 y 1972), y Bernard Hinault (en 1979). El neerlandés Jan Jansen logró ambos maillots, pero en años distintos (regularidad en 1964, 1965 y 1967, y general en 1968).

- Ganadores de la clasificación general, de la montaña y de la regularidad en la misma edición:

- El único ciclista capaz de adjudicarse los tres maillots principales del Tour en el mismo año fue el belga Eddy Merckx, coincidiendo con su primera participación en 1969. Bernard Hinault se adjudicó los tres jerséis, pero en ediciones distintas, y Laurent Jalabert es el único poseedor de la regularidad y de la montaña (en ediciones distintas) que no se adjudicó la general de ningún Tour.

- Más victorias en la clasificación por puntos (o de la regularidad):

- Peter Sagan ha ganado el maillot verde en 7 ocasiones (2012-2016 y 2018-2019).
- Erik Zabel ha ganado el maillot verde en 6 ocasiones (1996-2001).

- Más victorias en la clasificación de los jóvenes:

- Tadej Pogačar (2020, 2021, 2022 y 2023) ha ganado el maillot blanco en 4 ocasiones.
- Jan Ullrich (1996, 1997 y 1998) y Andy Schleck (2008, 2009 y 2010) han ganado el maillot blanco en 3 ocasiones.
- Marco Pantani (1994 y 1995) y Nairo Quintana (2013 y 2015) han ganado el maillot blanco en 2 ocasiones.

- Más podios:

- Raymond Poulidor ha subido al podio en 8 ocasiones (segundo clasificado en 3 ocasiones y tercero en 5).
- Bernard Hinault ha subido al podio en 7 ocasiones (campeón en 5 ocasiones y segundo clasificado en 2 ocasiones).
- Joop Zoetemelk ha subido al podio en 7 ocasiones (campeón en 1 ocasión y segundo clasificado en 6 ocasiones).

- Menor diferencia de tiempo entre el ganador y el segundo clasificado:

- 8 segundos de Greg LeMond sobre Laurent Fignon (en 1989).
- Otras diferencias por debajo del minuto: 
  - Alberto Contador sobre Cadel Evans (23" en 2007),
  - Óscar Pereiro sobre Andreas Klöden (32" en 2006),
  - Jan Janssen sobre Herman Van Springel (38" en 1968),
  - Stephen Roche sobre Pedro Delgado (40" en 1987),
  - Bernard Thévenet sobre Hennie Kuiper (48" en 1977),
  - Chris Froome sobre Rigoberto Urán (54" en 2017),
  - Jacques Anquetil sobre Raymond Poulidor (55" en 1964),
  - Carlos Sastre sobre Cadel Evans (58" en 2008),
  - Tadej Pogačar sobre Primož Roglič (59" en 2020).

- Mayor diferencia entre el ganador y el segundo clasificado:

- 2 horas, 59 minutos y 21 segundos de Maurice Garin sobre Lucien Pothier (en la primera edición de 1903).
- Otras diferencias por encima de la hora: 
  - Henri Cornet sobre Jean-Baptiste Dortignacq (2h 16' 14" en 1904),
  - Nicolas Frantz sobre Maurice De Waele (1h 48' 21" en 1927),
  - Firmin Lambot sobre Jean Alavoine (1h 42' 54" en 1919),
  - Lucien Buysse sobre Nicolas Frantz (1h 22' 25" en 1926).

- Más participaciones:

- Sylvain Chavanel: 18 participaciones.
- George Hincapie, Stuart O'Grady y Jens Voigt: 17 participaciones.

- Ganadores más jóvenes y más veteranos:

- Más joven: Henri Cornet, con 19 años y 352 días (en 1904).
- Más veterano: Firmin Lambot, con 36 años y 130 días (en 1919).

- Etapas más rápidas:

- Contrarreloj por equipos: Orica GreenEDGE con 57,841 km/h (en la 4.ª etapa de 2013).
- Contrarreloj: Rohan Dennis con 55,45 km/h (en la 1.ª etapa de 2015).
- En línea: Mario Cipollini con 50,36 km/h (en la 4.ª etapa de 1999).

- Escapada en solitario victoriosa más larga (desde la Segunda Guerra Mundial):[42]

- Fue protagonizada por Albert Bourlon en 1947 en la etapa Carcassonne-Luchon, recorriendo en solitario 253 km.

- Escapada en solitario victoriosa con la mayor ventaja sobre el segundo (desde la Segunda Guerra Mundial):[42]

- En la edición de 1976, el ciclista español José Luis Viejo se adjudicó en solitario la etapa disputada entre Montgenèvre y Manosque con una ventaja de 22 minutos y 50 segundos sobre el siguiente corredor.

- Curiosidades:

- Para la edición del año 2020, se dio a conocer que El Tour tendría azafatos atendiendo a los actos protocolarios en el podio por primera vez en su historia.

## Transmisión
- Canal RCN y Caracol Televisión (solo en Colombia)
- ESPN (para Latinoamérica)

## Retransmisión en España
En España, los derechos de emisión de la ronda ciclista gala los tiene desde mediados de la década de 1960 la cadena pública TVE. Hasta 2003 se emitían todas las etapas en directo por La 1, excepto cuando coincidían con el Telediario o alguna otra retransmisión especial; entonces se televisaban por La 2. De 2004 a 2011, el Tour de Francia se emitió, primero, por La 2, y más tarde por Teledeporte, y únicamente se solía emitir alguna etapa muy destacada por el primer canal de TVE. En 2012 el Tour volvió a emitirse diariamente por La 1, pero a partir de 2013 volvió a Teledeporte, con solo las etapas más destacadas por La 1, desde 2022 el Tour de Francia comienza sus emisiones en Teledeporte a las 12:30 y pasa a La 1 a las 16:05 todos los días , en la edición del 2023 , las mayoría de etapas se emitirán en Teledeporte a las 12:30 y pasa a La 2 a las 15:45 , algunas etapas más importantes irán por La 1 al partir de las 16:05.
Desde la muerte de Pedro González en enero de 2000, los comentaristas del Tour en TVE son Carlos de Andrés y Pedro Delgado.
Por otra parte, en algunas ediciones desde la década de 1990, e ininterrumpidamente desde 2009, RTVE comparte con ETB 1 la emisión en abierto de las etapas, tras largas negociaciones que comenzaron en el Giro de Italia 2008. Como parte del acuerdo, EITB solamente puede retransmitir la prueba en directo, sin posibilidad de redifusión, en idioma euskera y limitada a las comunidades autónomas del País Vasco y de Navarra. Se permite igualmente a EITB la radioteledifusión vía streaming web para toda España en idioma euskera, en simultáneo a RTVE.
En cuanto a canales de pago, es Eurosport quien emite la ronda gala para España, con Antonio Alix, y Saúl Miguel como comentaristas en primera instancia y Javier Ares y Alberto Contador en un segundo turno.
| Predecesora: Daijiro Kato Japón | 17.º Premio Príncipe de Asturias de los Deportes 2003 | Sucesor: Hicham El Guerrouj Marruecos |